# Libeň
Libeň (německy Lieben) je městská čtvrť a katastrální území, tvořící jižní část pražské městské části Praha 8 a zasahující i do městských částí Praha 7 a Praha 9. Sousedí s Karlínem, Trojou, Kobylisy, Střížkovem, Prosekem, Vysočany a Žižkovem. Od Holešovic Libeň odděluje řeka Vltava. Tvoří severní a severovýchodní rozšíření centra metropole hlavního města Prahy, nazývané širší centrum.
V minulosti díky svému členitému reliéfu patřila k nejromantičtějším pražským předměstím. Čtvrť se nachází mezi pražskými kopci Labuťka, Hájek, Sluncová, Vítkov, Ládví, Okrouhlík a Zámecký vrch, část Libně se nazývala Podviní. Protéká tudy potok Rokytka a tvoří údolí, v místě rozlivu směrem k Vltavě vytváří prostornou nivu. Ves Libeň je písemně doložena. Ve druhé polovině 19. století se změnila na průmyslové centrum severovýchodu Prahy. V letech 1898–1901 byla Libeň městem, v roce 1901 byla připojena k Praze jako její 8. čtvrť. Až do druhé světové války zde bylo rozsáhlé židovské město. Židovské stavby lze stále dohledat především ve Středí a Dolní Libni.
Na území Libně byl podepsán tzv. Libeňský mír mezi Rudolfem II. a jeho bratrem Matyášem Habsburským (1608), byla tu provozována první předměstská tramvajová trať v Praze (1896) a uskutečnil se tu atentát na zastupujícího říšského protektora Reinharda Heydricha (1942), který zde i v nemocnici Na Bulovce zemřel.
S Libní jsou provázaná jména spisovatele Bohumila Hrabala, výtvarníka Vladimíra Boudníka nebo básníka Karla Hlaváčka. V Horní Libni se nacházela slavná restaurace Na Vlachovce, která byla považován za jedno z tradičních míst setkávání příznivců dechové hudby v Praze. V únoru 2021 začala plánovaná demolice objektu. Ve střední Libni, je nechvalně známy Discoland Sylvie a polovinu Dolní Libně zase tvoří Palmovka a její okolí. 

## Vymezení a geografie

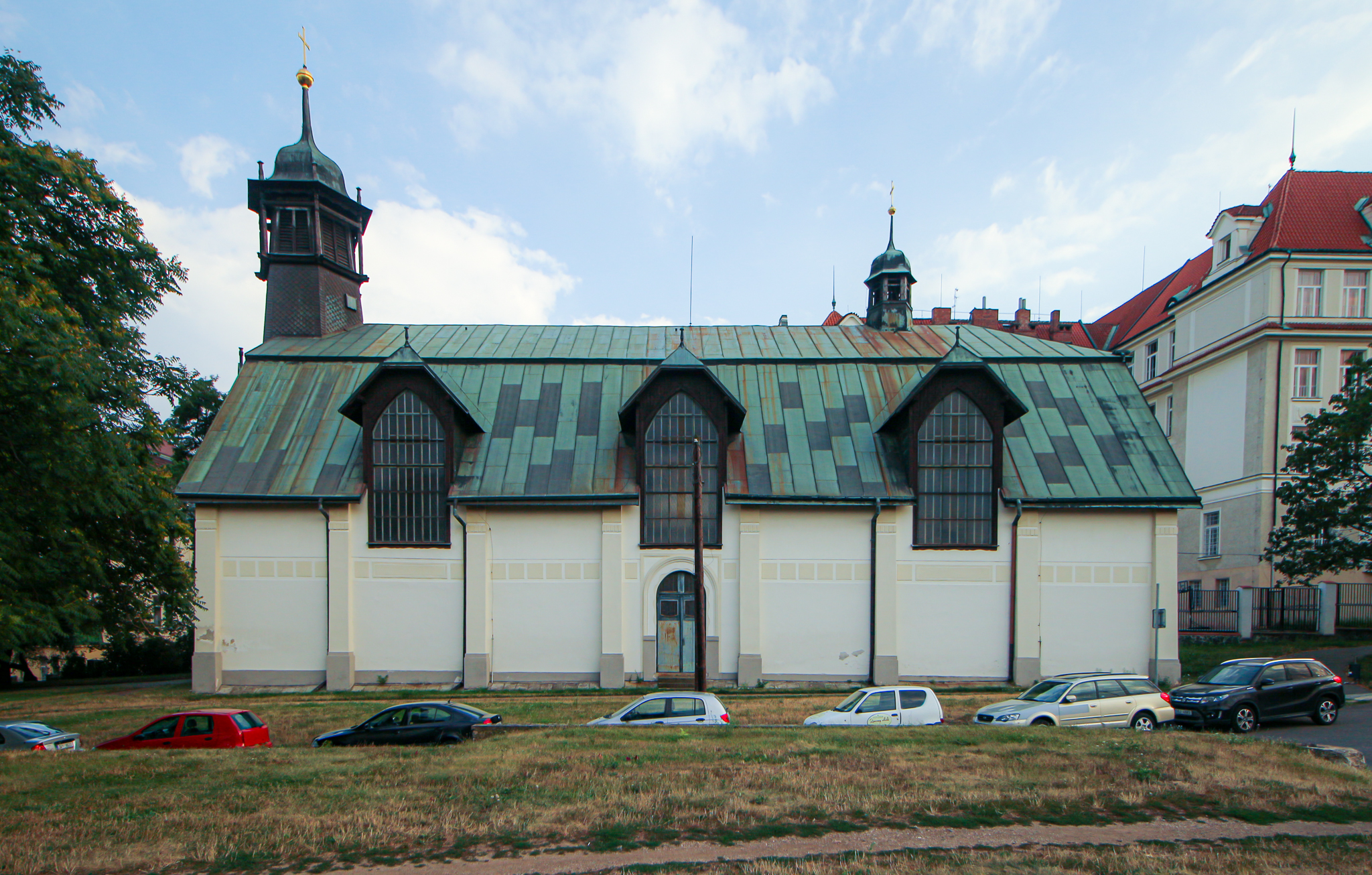
Libeňský kostel svatého Vojtěcha

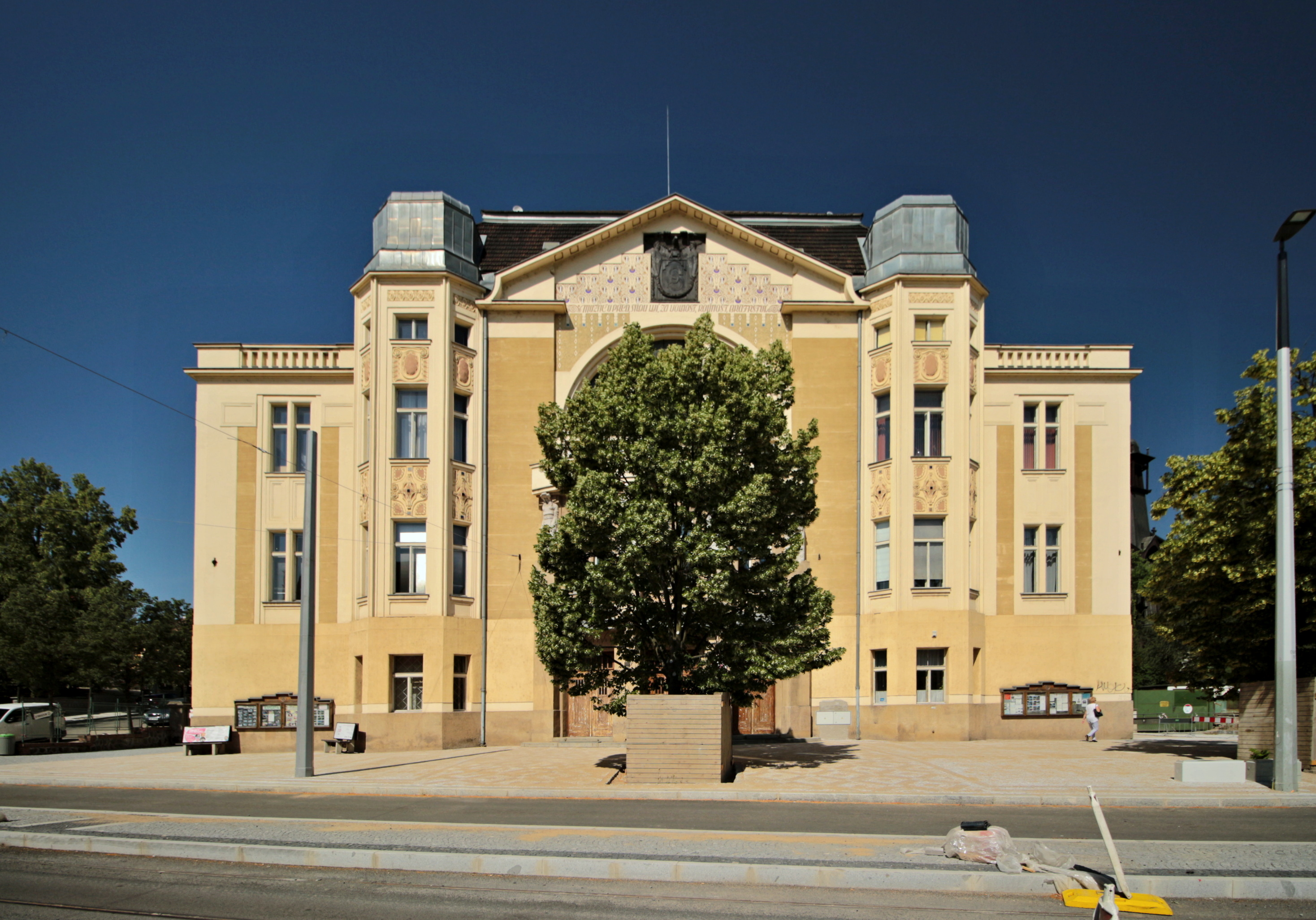
Libeňská sokolovna

Převážná část Libně se nachází v Praze 8. Do Prahy 7 patří pouze malý pruh území západně od severního předmostí mostu Barikádníků, do Prahy 9 oblast východně od křižovatky Balabenka (nákladová část nádraží Praha-Libeň, O2 arena,stanice metra Českomoravská, Divadlo Gong, Podvinný mlýn, část Sokolovské a Ocelářské ulice) a zahrádkářská osada s hřištěm TJ Střížkov.
Čtvrť se neformálně dělí na Starou (také Dolní) Libeň a Novou (Horní) Libeň. Územím Dolní Libně protéká říčka Rokytka, která v Thomayerových sadech ústí do Vltavy. Někdy také Střední Libeň (spojení staré a nové Libně a Libeňský přístav s Libeňským ostrovem). 

## Původ jména

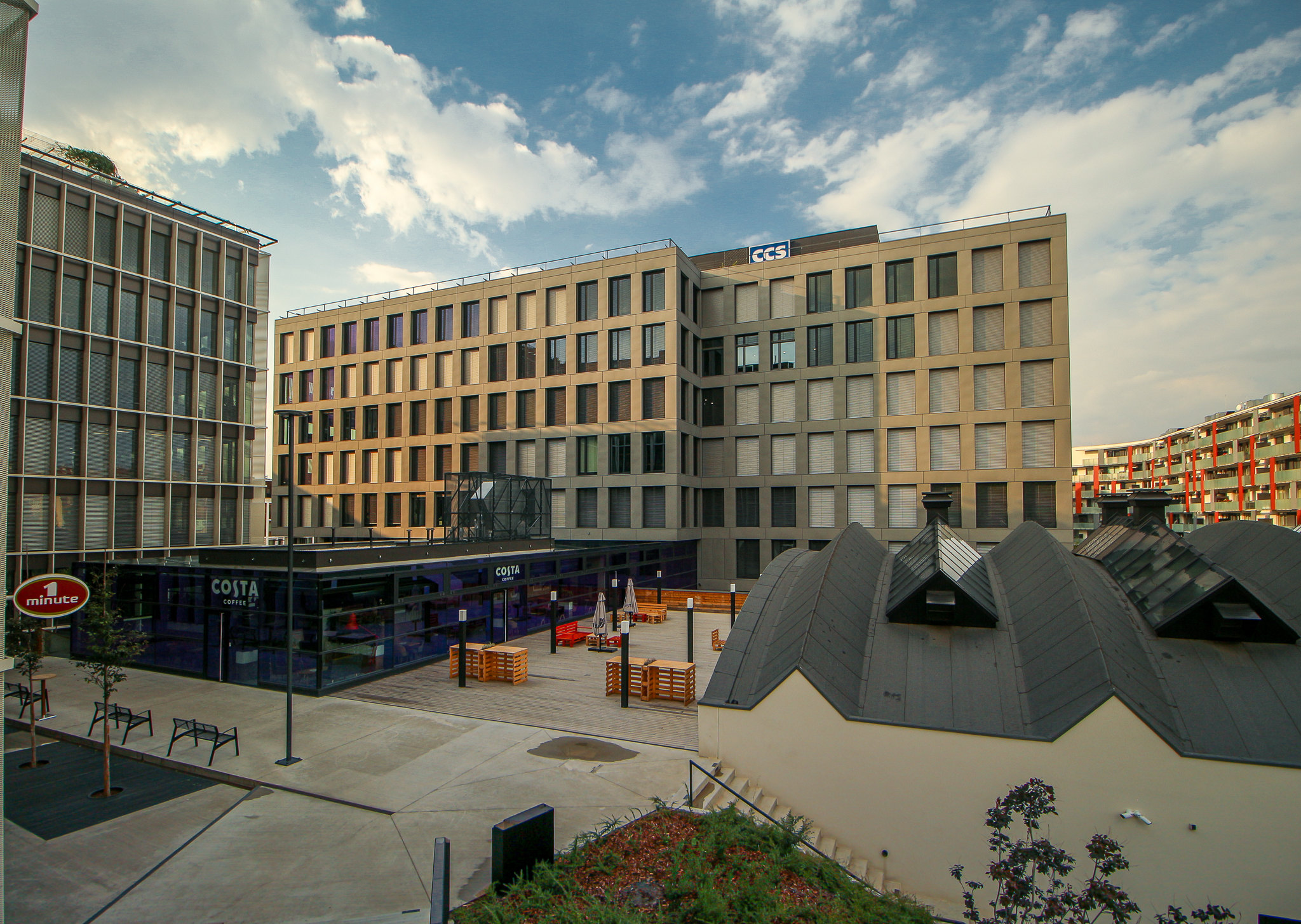
Palmovka Open Park, moderní kancelářské centrum poblíž stanice metra Palmovka, navazuje na průmyslovou historii Libně.

Jméno Libeň se vykládá jako odvozené přivlastňovací příponou -jь od osobního jména Ľuben (s významem „milovaný“). Znamená tedy „Ľubnův (majetek, dvorec)“.
Od jména Ljuben odvozoval název již August Sedláček. Osoba toho jména, jak uváděl v roce 1896 Ladislav Hejtmánek, není v souvislosti s Libní doložena. Hejtmánek považoval Sedláčkův výklad za neudržitelný, stejně jako výklad Václava Hájka z Libočan o založení Libně kněžnou Libuší roku 720.

## Historie Libně

### Nejstarší historie Libně
Podle archeologických nálezů se předpokládá, že Libeň byla osídlena už ve starší době kamenné. Byla zde nalezena řada kostrových i žárových hrobů. Nejvýznamnější stopy zde zanechaly kultura únětická, knovízská, bylanská a laténská doba Keltů.
Řada zmínek v nejstarších českých kronikách se však tohoto místa týká nepřímo – hovoří zejména o událostech v údolí řeky Rokytnice – dnešní Rokytky. První písemná zpráva o Libni pochází z roku 1363. Osada Libeň vznikla na přelomu 13. a 14. století a skládala se ze dvou tvrzí. Jedna stála v oblasti dnešních Thomayerových sadů, druhá na hranicích s Vysočany.

### 15. až 18. století
Prvními doloženými držiteli Libně byla rodina Rotlevů, kteří ji vlastnili až do roku 1438. Poté se vystřídalo několik majitelů z řad pražských měšťanských rodů – mj. Bryknarové z Brukštejna (1520–1595). Tento rod rozšířil své panství o osady Kobylisy, Střížkov, Klecany a Brázdim. Eliška Hoffmannová z Donína, později provdaná za Bedřicha z Černhausu, Libeň vlastnila od roku 1595. Na místě původní tvrze nechala vystavět renezanční zámek, který se později stal základem Libeňského zámku. Tato stavba již v roce 1608 hostila římského císaře Rudolfa II. a jeho bratra Matyáše Habsburského, kteří zde podepsali Libeňskou smlouvu (též Libeňský mír). Ta určila, že Rudolf Matyášovi svěřil vládu nad Moravou, Uhry a Rakousy, ve své oblasti vlivu si ponechal jen Čechy, Lužici a Slezsko. Smlouva také zajišťovala Matyášovi nástupnictví na českém trůnu.
Po bitvě na Bílé hoře Černhausové jako protestantská šlechta přišli o své majetky. Libeň připadla Albrechtovi z Valdštejna a Trautmannsdorfům. V roce 1639 bylo panství vráceno Černhausům, kteří jej roku 1651 prodali Nosticům a ti zas obec převedli v roce 1662 na Staré město pražské. V té době k libeňskému panství patřily Kobylisy, Dolní Chabry, část Holešovic, Střížkov a Vysočany. V blízkosti zámku se nacházel poplužní dvůr, pivovar, sladovna a mlýn, na Libeňském ostrově byl provozován měděný hamr, papírna, pila a prachovna. Zámek se v té době stal letní rezidencí staroměstských purkmistrů.
Libeň byla značně poničena během pruského vpádu do Čech v roce 1757. Tehdejší staroměstský purkmistr Václav Fridrich z Friedenbergu využil nutné opravy k tomu, aby prosadil rozšíření zámku a jeho rokokovou přestavbu. Protože nezískal potřebné peníze od obce, rozhodl se o ně požádat císařovnu Marii Terezii výměnou za příslib, že renovovaný zámek by sloužil k dočasnému ubytování členů císařské rodiny během jejich návštěv Prahy. Díky tomu byl zámek v letech 1769–1770 rekonstruován do současné podoby. Marie Terezie možnosti využila krátce po dokončení rekonstrukce v roce 1770. Další významnou událostí v 18. století byl korunovační průvod Leopolda II., který vyšel z Libeňského zámku 31. srpna 1791.

### 19. století

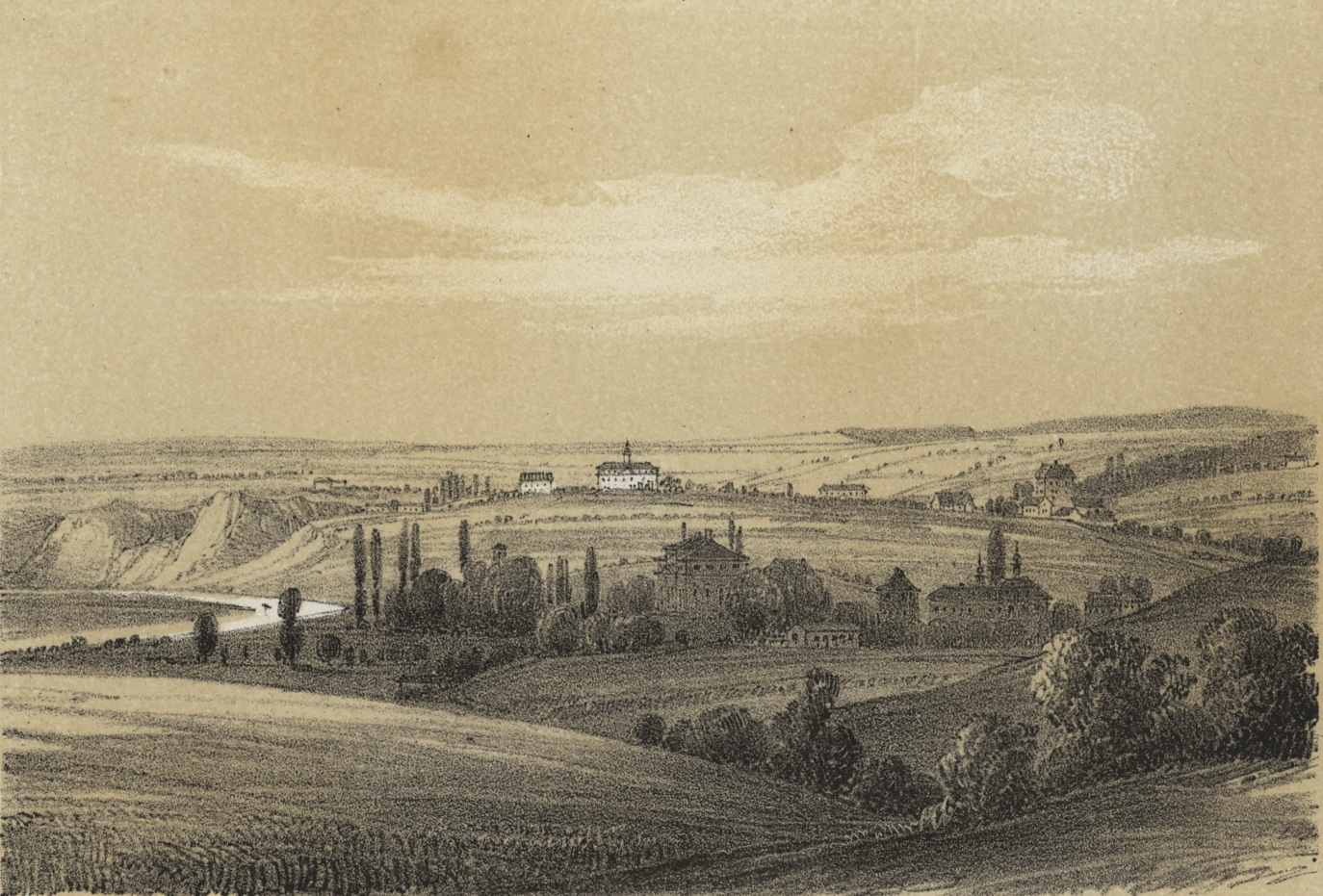
Pohled na Libeň v roce 1845 ze železniční trati Olomouc-Praha.

Na přelomu let 1803 a 1804 zde během císařských manévrů pobýval císař František I., roku 1813 maršál Karel Schwarzenberg a v roce 1830 tu po svém svržení z trůnu pobýval francouzský král Karel X.
První náznaky proměny Libně z romantické venkovské krajiny na průmyslové předměstí Prahy lze zaznamenat už v první polovině 19. století. Ve 20. letech tu vznikla kartounka Antonína Gottlase (později Kubešova) a roku 1832 První akciová strojírna – Rustonka (v 1. polovině 20. století změnou hranic katastrálních území delimitovaná do Karlína). Zásadní význam pro další rozvoj oblasti měla stavba železniční trati Praha–Vídeň, která vede po jižní hranici libeňského katastru.
Ve druhé polovině 19. století byla založena První českomoravská továrna na stroje (výroba parních kotlů, železničních mostních konstrukcí, zařízení pro cukrovary, doly, hutě a vodárny), Slévárny a strojírny bratří Prášilů, Bohumila Voleského nebo firmy John Fewler. Rozvíjel se tu i textilní průmysl – vznikla tkalcovna a přádelna bratrů Perutzů, Grabova továrna na voskovaná plátna a roku 1892 vznikla Weiderova továrna na klobouky. Podél Vltavy se objevilo několik jirchářských podniků – mj. barvírna kůží Ludvíka Jellinka. Starému zámeckému pivovaru začal konkurovat parní pivovar anglické firmy The Bohemian Breweries, Limited a nedaleko Balabenky Franz Xaver Brosche vystavěl obří lihovar. Ve Švábkách byla roku 1881 otevřena plynárna. Kdysi nejromantičtější místo Libně – viniční usedlost Kolčavka – se v 80. letech 19. století změnila na továrnu na cementové roury. V 90. letech bylo nedaleko Libeňského zámku zbudováno přístaviště s překladištěm.
Další rozvoj čtvrti podpořila výstavba druhé železniční trati, která od 70. let 19. století protínala nejprůmyslovější část Libně. Jednalo se o trať Praha-Těšnov – Praha-Vysočany a dále do Všetat resp. Lysé nad Labem. Z obou tratí vedly vlečky do průmyslových závodů, od roku 1877 zde byla dvě nádraží: Horní nádraží u křižovatky Harfa a Dolní nádraží u Palmovky.
Roku 1885 bylo v Libni zavedeno veřejné petrolejové osvětlení, o deset let později osvětlení plynové. Od roku 1896 spojila Palmovku s Karlínem tramvajová trať financovaná z prostředků Františka Křižíka, která byla o rok později prodloužena do Nové Libně na křižovatce U Kříže.
Libeň zažívala prudký růst počtu obyvatel. V roce 1869 měla 5 845 obyvatel, o 25 let později už 17 240. Roku 1898 byla libeňská obec prohlášena městem.

### 20. století

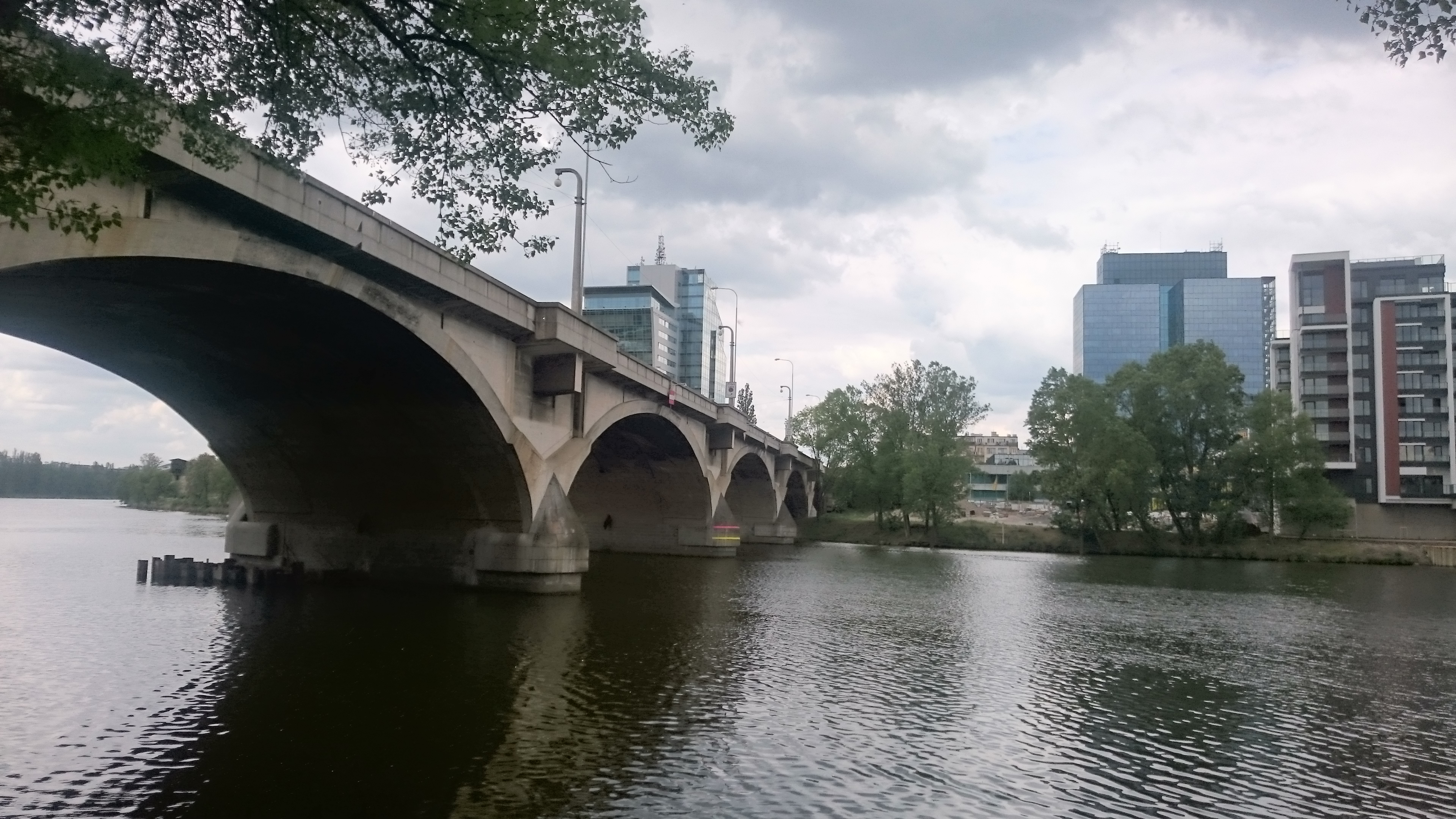
Libeňský most spojuje Libeň s Holešovicemi

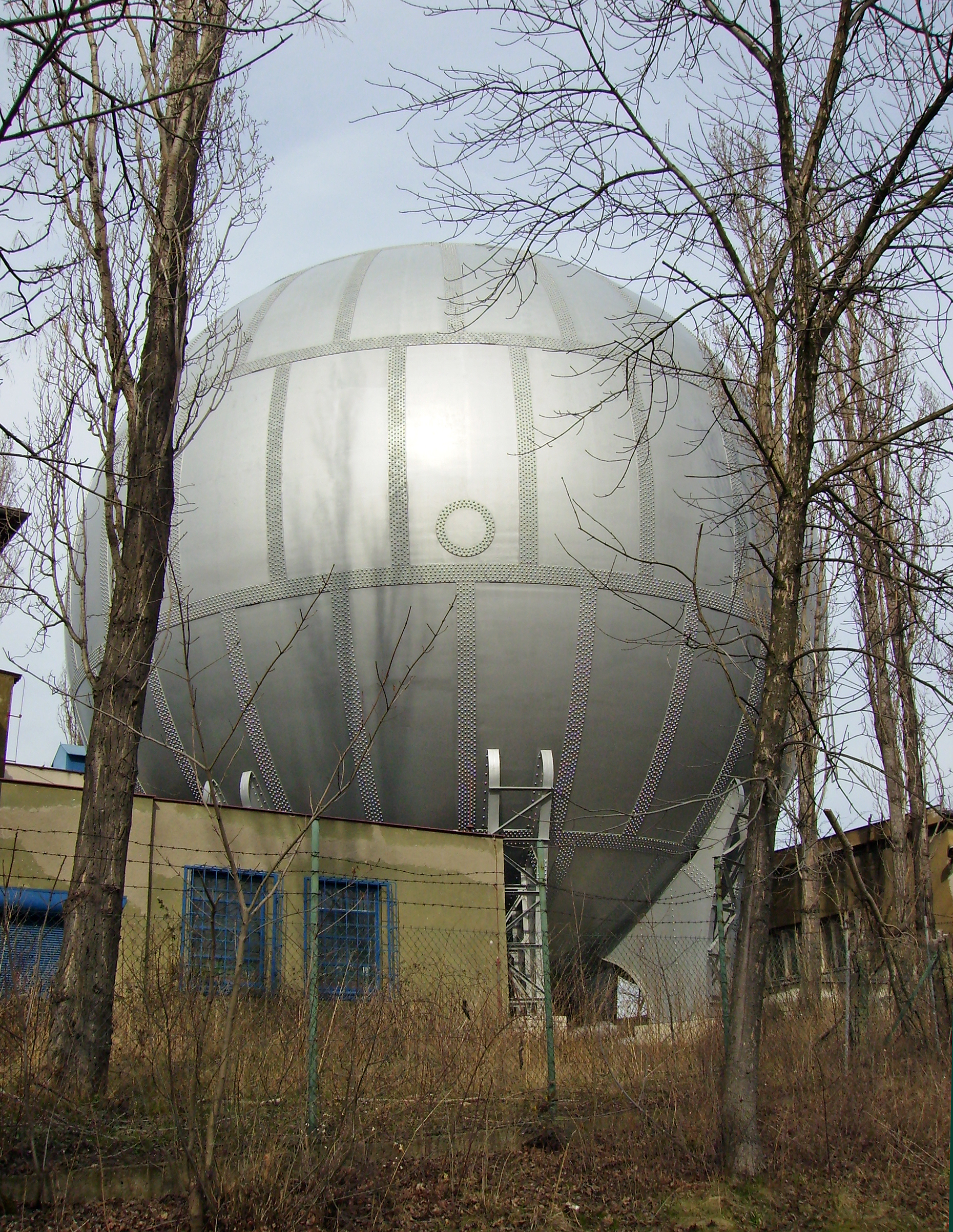
Libeňský plynojem

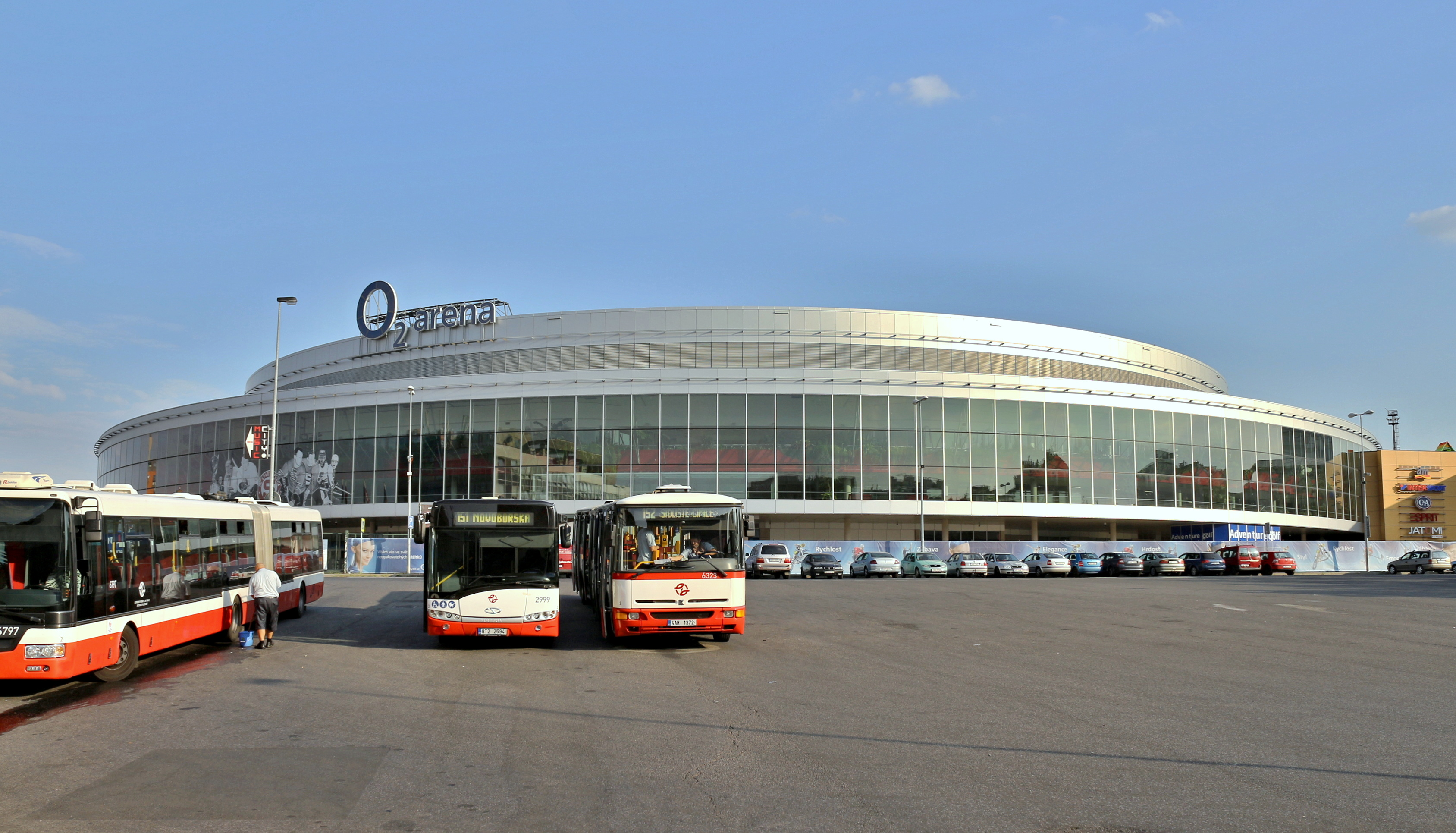
O2 arena

Dne 12. září 1901 byla na základě zemského zákona Libeň připojena k Praze jako její osmá čtvrť. 
Sousední a ku Praze výrazně bližší Karlín – od roku 1903 město – se spojil s Prahou až v roce 1922. Do doby spojení Karlína s Prahou bylo nutno „z Prahy do Prahy“, tj. z původní Prahy do Libně cestovat přes území jiné obce nebo z Holešovic přes Vltavu. Proto byl v roce 1903 uveden do provozu provizorní dřevěný most spojující pražskou čtvrť Holešovice se sousedící Libní. K výstavbě byl využit materiál provizorního mostu přes Vltavu u Národního divadla. Současný Libeňský most byl postaven až v roce 1928.
Až do první světové války se Libeň dále rozvíjela. Okolo existujících továren vznikaly bloky činžovních domů a čtvrť se dále rozrůstala severním a východním směrem. Roku 1903 došlo k provizornímu propojení Libně s Holešovicemi pomocí dřevěného mostu, v Dolní Libni byla postavena sokolovna, dřevěný kostel sv. Vojtěcha a libeňské gymnázium, na Bulovce byl v letech 1913–1915 otevřen infekční pavilon, který se stal základem budoucí nemocnice Na Bulovce.
V období první republiky byly k osmému městskému obvodu připojeny Kobylisy, Střížkov, Troja a Bohnice. Pokračoval stavební boom v oblasti dnešního náměstí Dr. Václava Holého a pod Bulovkou. Vedle činžovních domů zde začaly vznikat vilová a zahradní městečka v Holešovičkách (Rokoska), na Slovance, Kundratce, Na Stráži a později i na Střížkově. V centrální části Libně vyrostl Palác Svět, obchodní dům Te-Ta (Teweles-Taussig) a na palmoveckém kopci se v roce 1931 objevila jedna z významných dominant – Libeňský plynojem. Ve druhé polovině 20. let 20. století byl postaven Libeňský most (tehdy Masarykův most, otevřený 29. 10. 1928) – dodnes nejdelší betonové přemostění Vltavy. V upadajícím libeňském přístavu, jehož význam po regulaci Vltavy převzalo překladiště v Holešovicích, vybudoval v roce 1924 inženýr Platovský opravnu lodí a loděnici.
Ve 30. letech byla na vrcholu buloveckého kopce postavena Nemocnice Bulovka, jejíž výstavba zde byla plánována od první světové války.
V období druhé světové války byla průmyslová Libeň postižena podobně jako další významná centra v Protektorátu Čechy a Morava. Došlo k přeorientování výroby z civilní na vojenskou, do Libeňského zámku se nastěhovalo velitelství II. úseku letecké obrany státu, Grabovu vilu obsadili Hitlerjugend.
Na území Libně pod buloveckým kopcem byl 27. května 1942 uskutečněn atentát na Reinharda Heydricha. Výsadkáři Jozef Gabčík a Jan Kubiš v rámci Operace Anthropoid zaútočili na zastupujícího říšského protektora v tzv. kobyliské zatáčce na křižovatce ulic V Holešovičkách a Zenklovy ulice (tehdejší Kirchmayerovy třídy). Heydrich byl po útoku hospitalizován v nedaleké nemocnici Bulovka, kde 4. června 1942 zemřel. Pomoc atentátníkům poskytli místní obyvatelé – členové ilegální sokolské organizace Jindra, rodina truhláře Václava Nováka (jeho dcera Jindřiška po atentátu odklidila Kubišovo jízdní kolo a pomohla tak ukrýt důležitou stopu) nebo Bohumila Vosmíka. Řada obyvatel Libně byla v období heydrichiády deportována do koncentračních táborů nebo popravených na nedaleké Kobyliské střelnici. Atentát a jeho oběti od roku 2009 připomíná pomník, který stojí v místě události v ulici v Holešovičkách v místě autobusové zastávky.
Na konci druhé světové války, 25. března 1945 byla východní část Libně poškozena spojeneckými nálety. Mezi Balabenkou a Harfou byla většina budov srovnána se zemí a poškozeno bylo i vlakové spojení na trati Praha–Český Brod; staniční budova horního nádraží zůstala po opravě přízemním torzem. Během květnového povstání v roce 1945 od 5. května vyrůstaly na řadě míst (u Trojského mostu, na Košince, u Balabenky a pod Bulovkou) barikády. Mezi 7. a 8. květnem byla Libeň dočasně obsazena jednotkami Wehrmachtu, 9. května vjela do Prahy tanková jednotka Rudé armády. V ulici V Holešovičkách se generálplukovník Pavel Semjonovič Rybalko setkal s oficiálními představiteli Prahy.
Po osvobození tradičně dělnická Libeň přijala ideu budování nové republiky pod vedením Komunistické strany Československa. Ve volbách v roce 1946 zde komunisté získali téměř 50 % odevzdaných hlasů. Už před únorem 1948 byl v průmyslové čtvrti zestátněn veškerý průmysl, po komunistickém puči byla zlikvidována i většina živnostenských provozoven.
V souvislosti s novým administrativním rozdělením Prahy v roce 1949 byla od Prahy 8 odtržena část Libně mezi Balabenkou a Harfou a byla připojena k Praze 9. V roce 1960 získala Praha 8 Karlín.

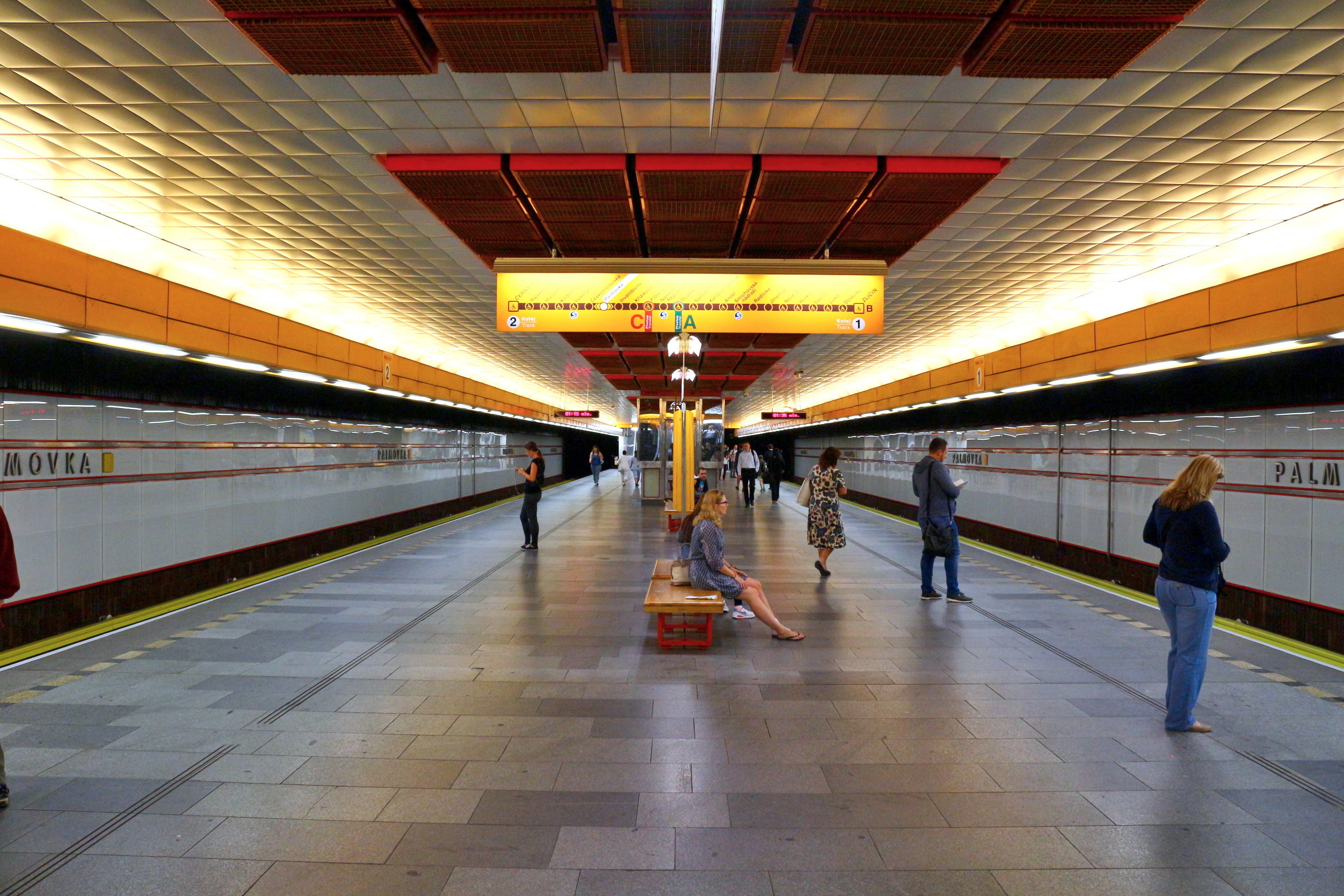
Metro Palmovka nástupiště

Zásadní proměnu Libně přinesly až budovatelské projekty z 60.–80. let 20. století. První významnější asanace proběhly v souvislosti se stavbou železniční Holešovické přeložky, kdy byla zbourána řada domů v oblasti Horova náměstí. Z ospalé městské třídy na dálniční přivaděč se v 70. letech proměnila ulice V Holešovičkách. Centrum Staré Libně bylo zbouráno během výstavby zastávky metra Palmovka na konci 80. let. Byla zrušena trať z Těšnova, došlo k demolici Dolního nádraží.
Další významné změny postihly Libeň po revoluci v listopadu 1989. Zanikla většina místních továren a jejich místo obsazují kancelářské a obytné budovy.

### 21. století

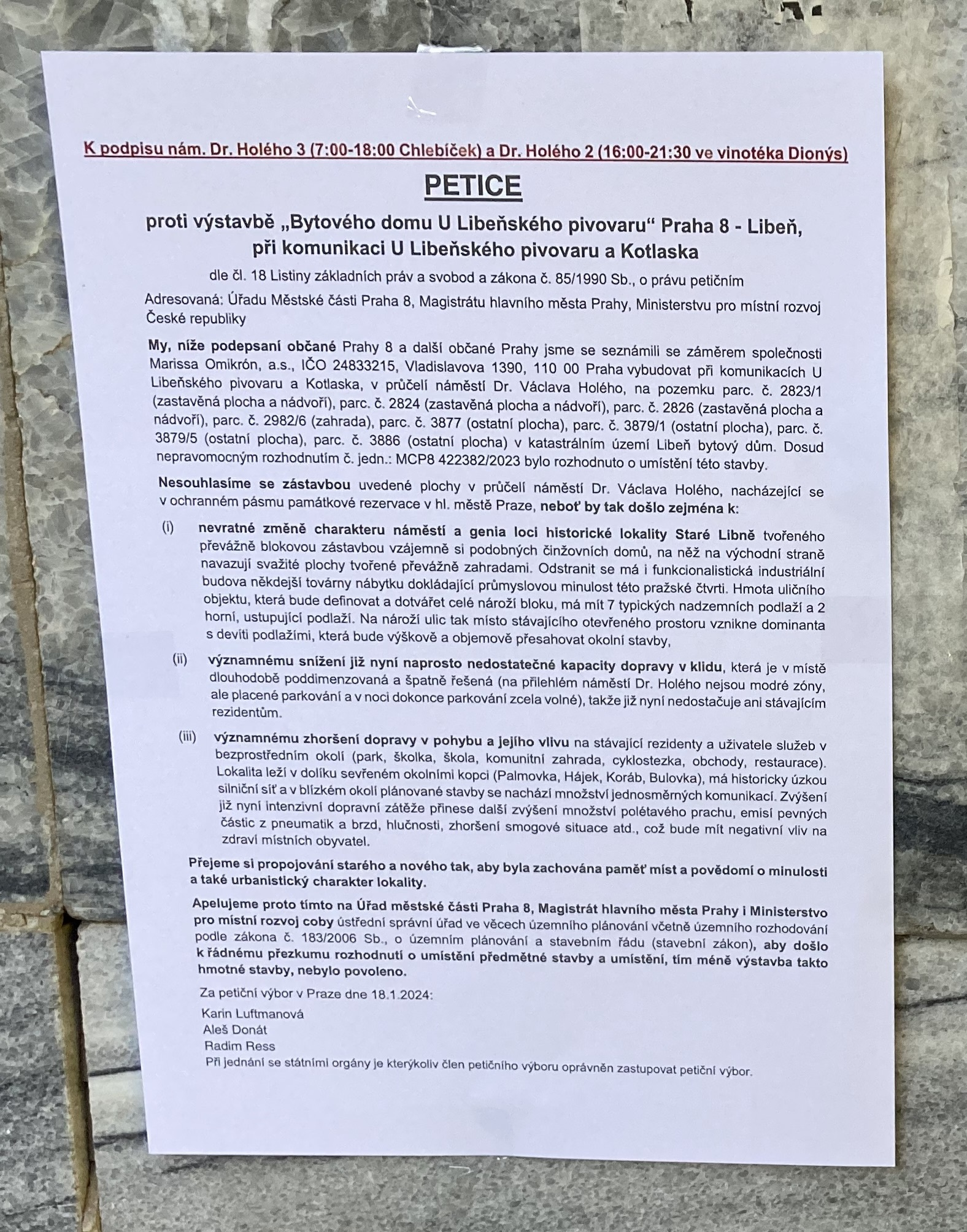
Petice proti výstavbě bytového domu v Pražské Libni.

Začala nová rozsáhlá výstavba v oblasti Palmovky, Rohanského ostrova, Libeňského ostrova a připravuje se zastavění náměstí Bohumila Hrabala. V roce 2010 se začalo s výstavbou nové radnice městské části Praha 8, bohužel ani v roce 2021 nebyla budova Nové Palmovky dostavěna a na Palmovce tak stojí torzo budovy (stav 2022).
Ve fázi projektu jsou připravované dopravní stavby, zejména severovýchodní část Městského silničního okruhu, který povede od mostu Barikádníků, podél Thomayerových sadů a Košinky, přes křižovatku U Kříže a Balabenku dále na Žižkov a do Malešic. Mezi Horovým náměstím a Bulovkou má být vybudován komplex silničních tunelů Libeňská spojka. Mluví se také o zahloubení ulice V Holešovičkách.

## Samospráva
V roce 1850 vznikl v Libni obecní úřad a Libeň se stala součástí karlínského okresu. Podle zákona z téhož roku měla každá obec obecní výbor, volený na 3 roky, který ze svého středu volil starostu a 2 radní. Ti tvořili společně obecní představenstvo. 
Od roku 1879 byla Libeň zastoupena v karlínském okresním zastupitelstvu prostřednictvím obecního starosty Josefa Voctáře. V roce 1894 schválili obecní zastupitelstvo, aby Libeň požádala u c.k. místodržitelství o povýšení na město, ale žádost byla o 2 roky později zamítnuta. Teprve 29. září 1898 byla Libeň „nejvyšším rozhodnutím“ císaře Františka Josefa I. povýšena na město. Současně probíhala jednání o připojení Libně k Praze.  
Slavnostní spojení s Prahou proběhlo 12. září 1901, Libeň se tak stala VIII. čtvrtí hlavního města. 

### Členění Libně
Libeň se dělí na:
- Horní Libeň
- Střední Libeň
- Dolní Libeň

Další části jsou pak pouze místní názvy, které byly dříve většinou usedlosti, jako například Balabenka, Bulovka, Košinka, Libeňský ostrov, Mazanka, Na Hájku, Kotlaska, Palmovka, Pelc-Tyrolka, Podviní a nebo Rokoska.

### Starostové Libně
1. 1850–1861 Jan Svět
2. 1861–1866 Antonín Kubeš
3. 1866–1871 Martin Stejskal
4. 1871–1894 Josef Voctář
5. 1894–1898 Alois Cikánek
6. 1899–1900 Antonín Svět
7. 1900–1901 Josef Voctář

## Památky

### Libeňský zámek

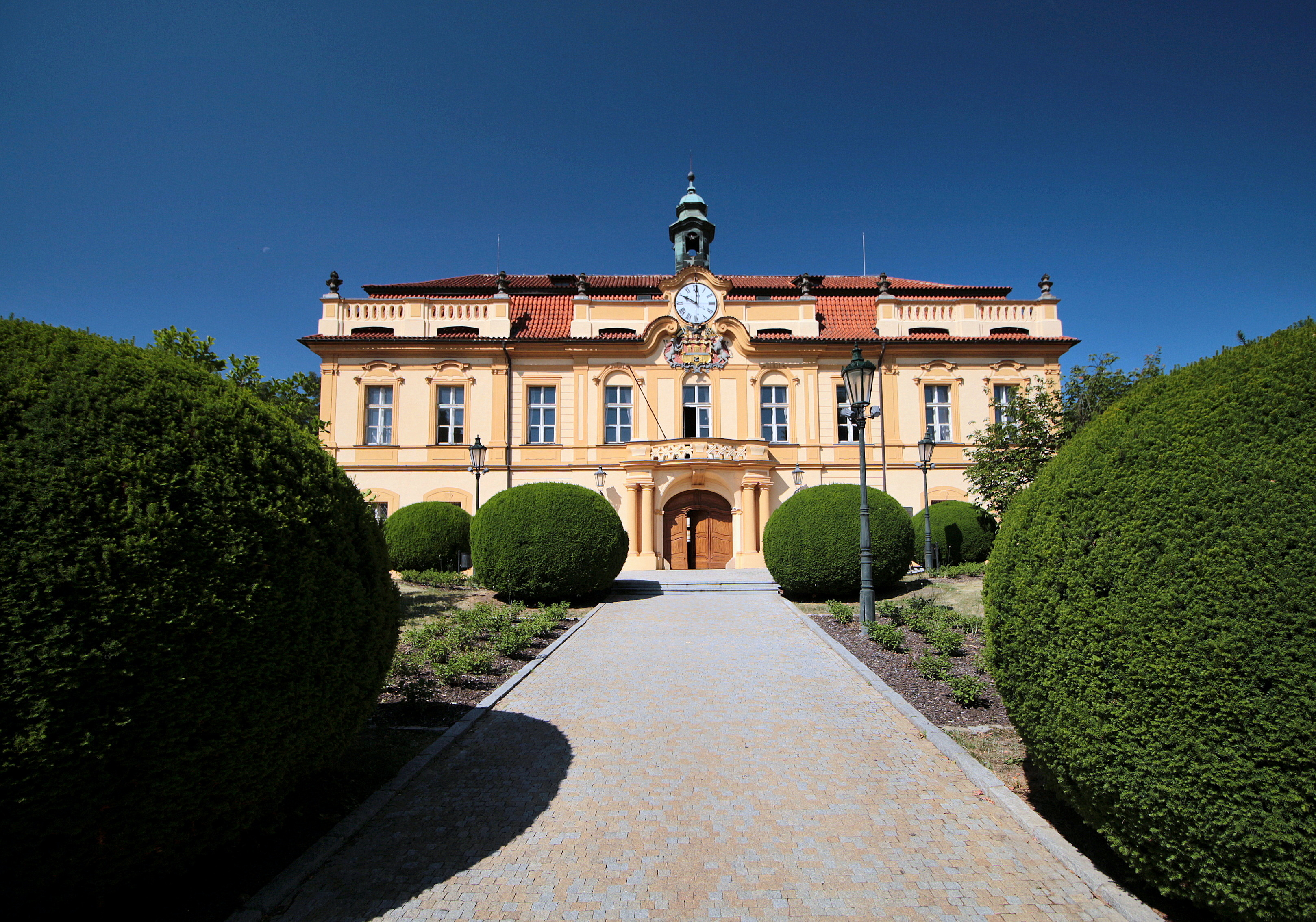
Libeňský zámek z ulice Zenklova

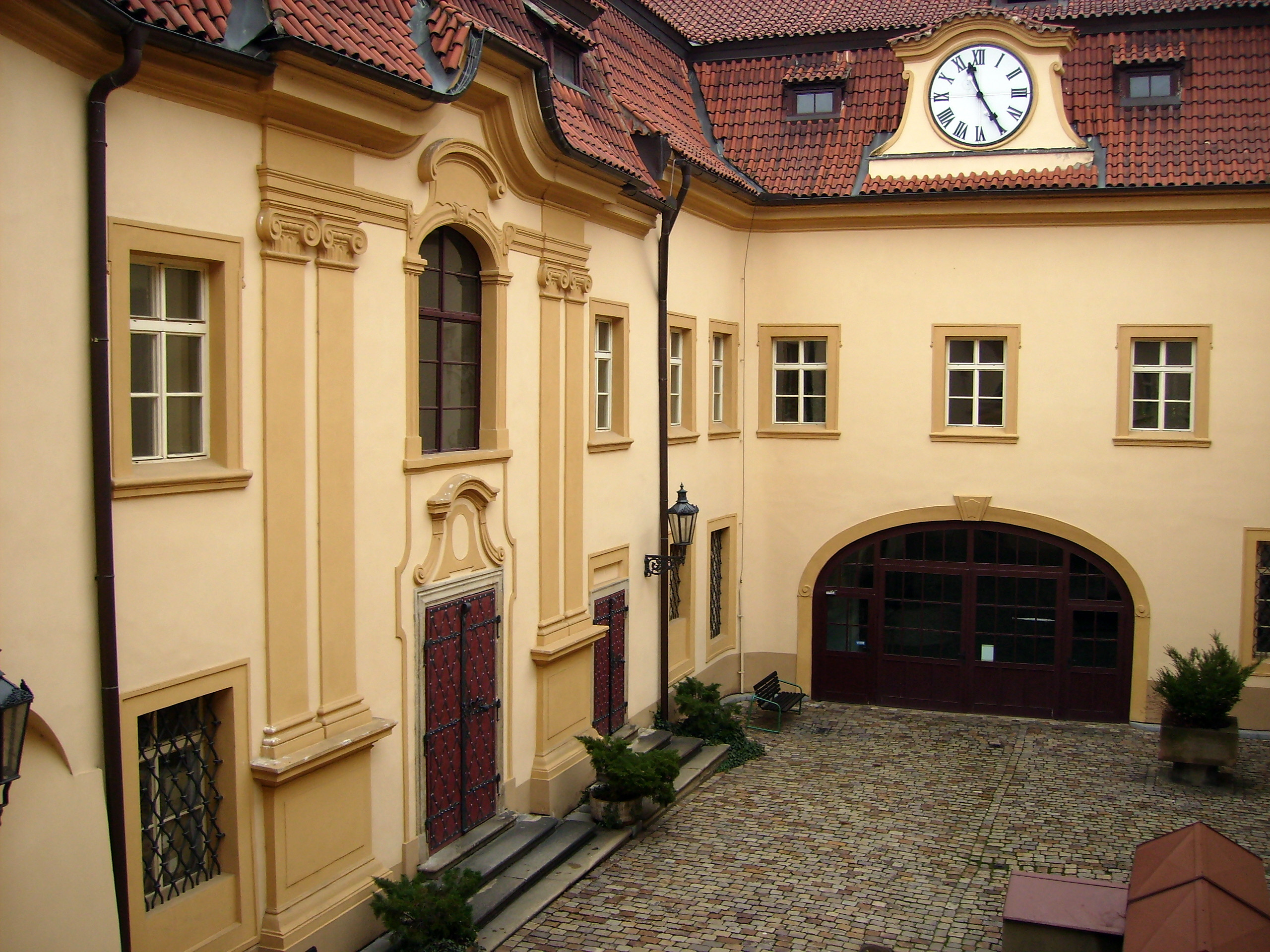
Nádvoří Libeňského zámku

Původně gotická tvrz, kterou koupila Eliška Hoffmannová, která ji nechala přestavět na renesanční zámek zdobený sgrafity. Roku 1662 zámek zakoupilo Staré Město pražské a nechalo jej upravit v barokním slohu. Zámek sloužil jako letní sídlo staroměstských purkmistrů; z této doby se dochoval znak Starého Města nad vstupním portálem. Kromě toho zde byli ubytováváni významní hosté Starého Města, mj. Marie Terezie nebo císař Leopold II.
25. června 1608 byla v Libeňském zámku podepsána mírová smlouva mezi Rudolfem II. a jeho bratrem Matyášem, známá jako Libeňský mír. Až do druhé světové války jej vlastnil baronský rod Vandur. Po válce byl hlavní sál upraven jako svatební síň, která svému účelu slouží stále.

### Libeňské usedlosti

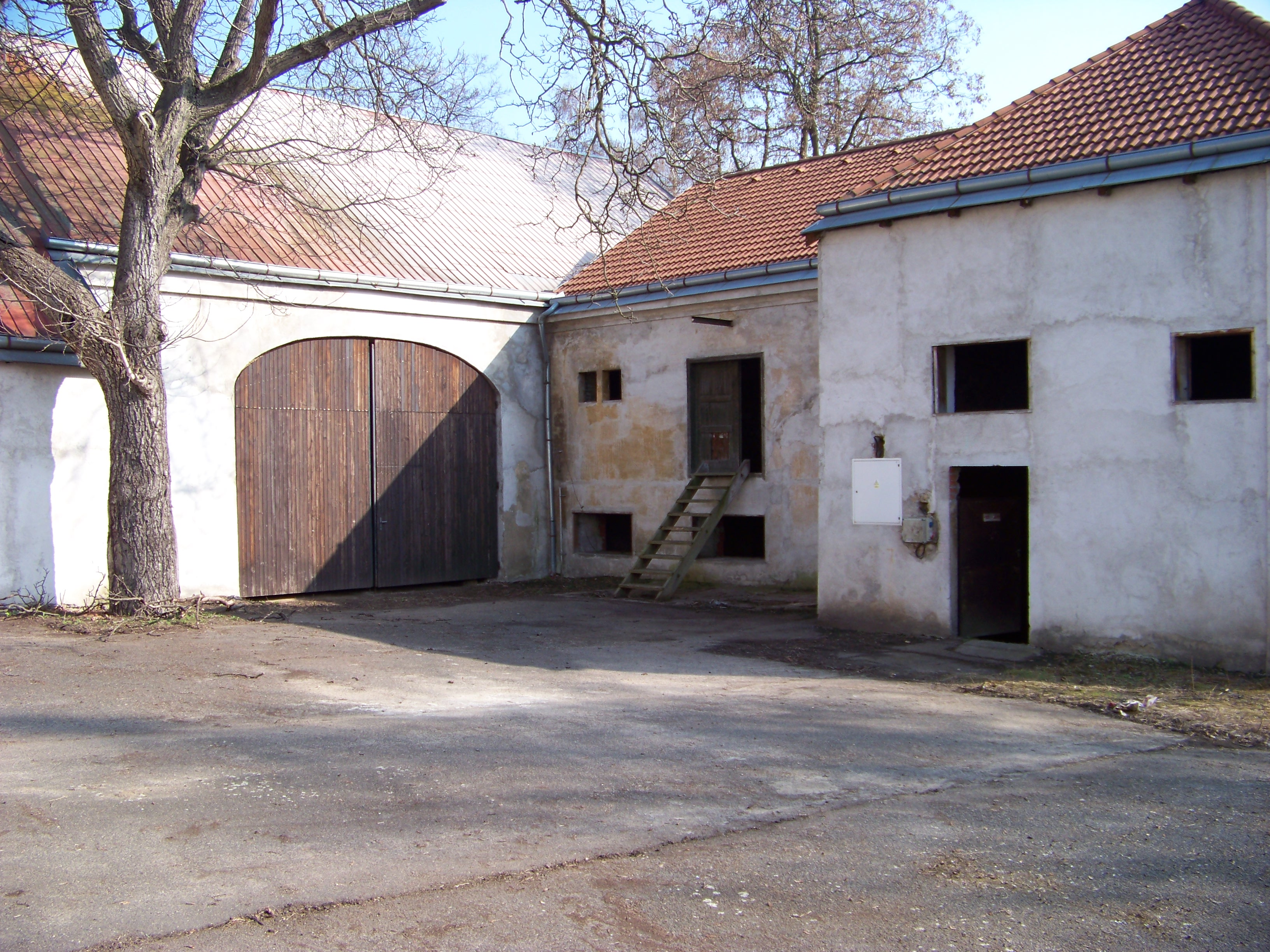
Na Košince, stodola (01)

Libeň byla před svou zástavbou romantickou kopcovitou krajinou, kde mezi vinicemi stálo jen několik statků a viničních usedlostí. 
Mezi historické usedlosti patřily: 
- Balabenka
- Bulovka
- Hercovka
- Kolčavka
- Košinka
- Kotlaska (dříve Primaska)
- Kundratka
- Mazanka
- Palmovka
- Pekařka
- Rokoska
- Truhlářka
- Velká Vaceška, která však zanikla s výstavbou nemocnice Na Bulovce.

### Grabova vila

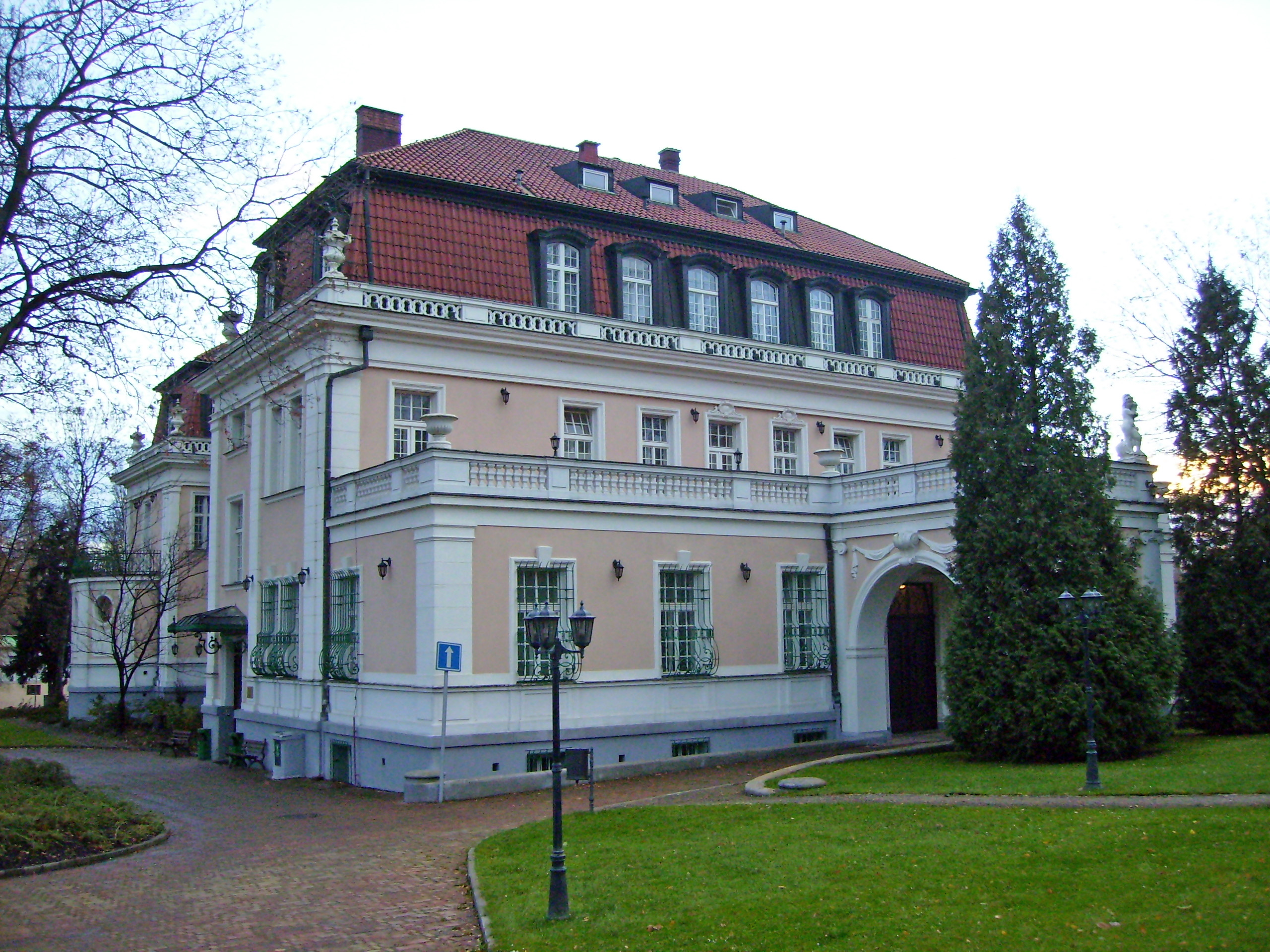
Grabova vila

Budova byla postavena v 90. letech 19. století pro rodinu majitele firmy M. Grab Söhne Hermanna Graba staršího karlínským stavitelem a architektem Josefem Blechou. Podnikatelská rodina Grabova přišla z Rakouska do Čech kolem poloviny 19. století. Významně přispěla k rozvoji průmyslu v pražské Libni. Kolem roku 1876 získala rodina usedlost Košinka, kde v letech 1879-1880 založili prosperující Grabovu c.k. výsadní továrnu na voskovaná plátna a koberce. Na sklonku 19. století stala jejich továrna největší svého druhu v Rakousko-Uherské monarchii. V reprezentativním sídle rodiny Grabů byli častými hosty např. skladatel Richard Strauss (tchán Alice Grabové), či přátelé Hermanna Graba, filosof Theodor W. Adorno a Max Brod, stejně tak zde pobýval vnuk stavebníka, spisovatel a klavírista Hermann Grab mladší. 
V období velké hospodářské krize ve 30. letech 20. století Grabovi vilu prodali (1932) a byl zde zřízen internát pro dívky ze zámožnějších rodin, tzv. anglický institut Victoria College. Mezi roky 1941–1945 budovu využívala pražská pobočka Hitlerjugend, po skončení války tu sídlilo četnictvo a po roce 1948 dětský domov. V letech 1948–1993 zde fungovala Střední zdravotnická škola, později zde byly umístěny některé odbory Úřadu Městské části Praha 8.
Jedná se o nejzachovalejší vilu na území ČR.

### Löwitův mlýn

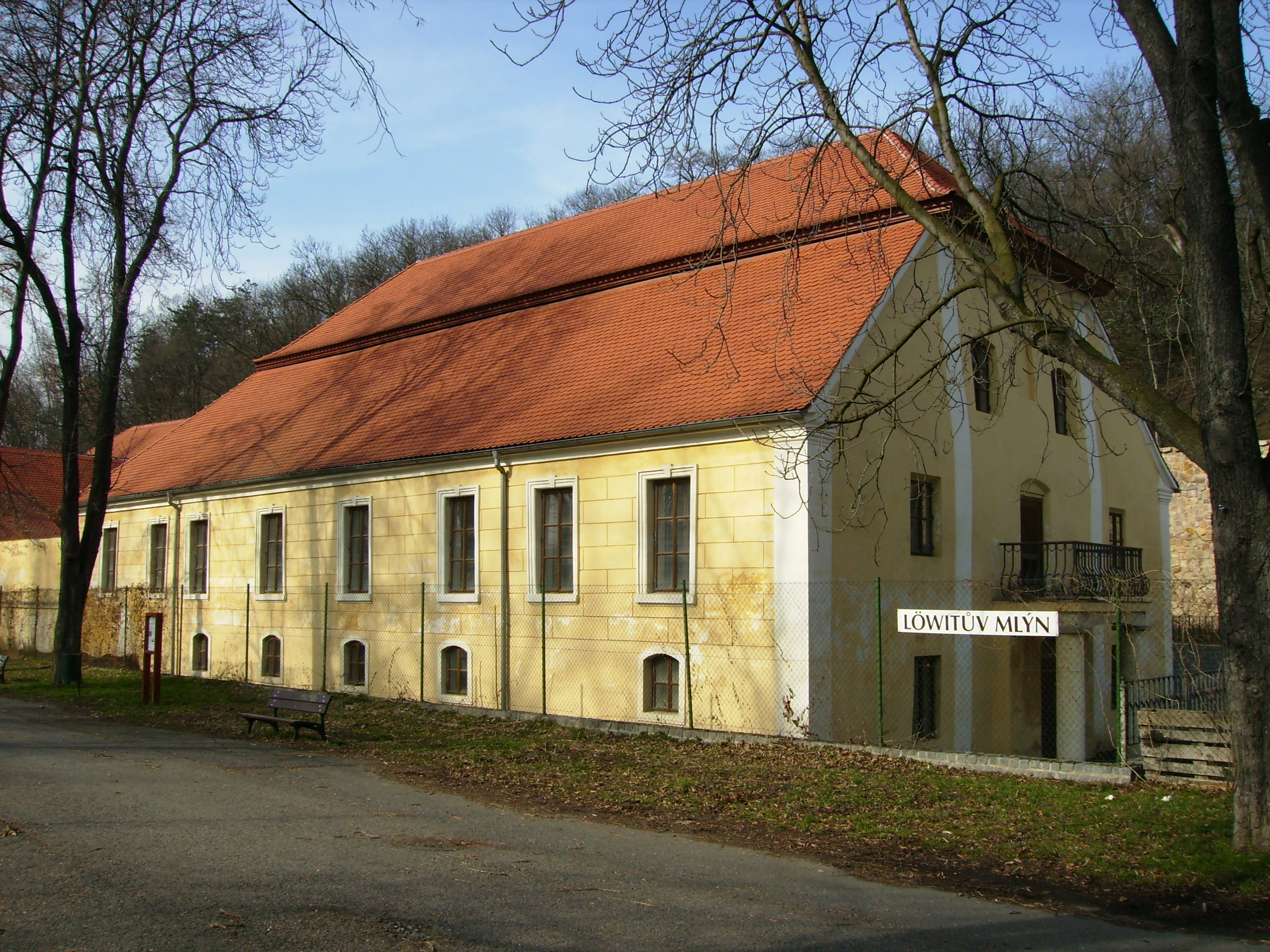
Löwitův mlýn

Je to významná historická budova a kulturní památka stojící v Thomayerových sadech v Praze-Libni u Rokytky pod Libeňským zámkem západně od Elsnicova náměstí. První zmínka o mlýnu pod libeňskou tvrzí uvádí, že jej v roce 1530 Petr Vosovský z Adleru rozšířil o hadrový mlýn na výrobu papíru. 27. června 1662 odkoupilo Staré Město pražské od Jana Hertvíka z Nostic libeňský velkostatek, jehož součástí byl i mlýn. V době válek o rakouské dědictví v letech 1741 a 1744 byla Libeň vypleněna. V té době byl nejspíš Velký mlýn i s přilehlými budovami zničen. Už v roce 1747 však byl obnoven a 10. února 1748 za přísných podmínek přenechán Janu Soušovi. Během 18. a 19. století často střídal majitele. V roce 2022 byly zahájeny práce na obnově objektu Velkého - Löwitova mlýna s cílem jeho trvalého otevření veřejnosti.

### Libeňská Sokolovna
Za první světové války se zde nacházel vojenský lazaret, za druhé světové války pak vojenský sklad. V letech 1949–1989 byla budova využívána především TJ Meteor a zčásti pro cvičení školáků okolních škol. Údržba budovy byla dosti zanedbávána. V roce 1990 byla budova navrácena původnímu majiteli, kterým je obnovený tělovýchovný spolek Sokol. V roce 2001 byla provedena rekonstrukce.

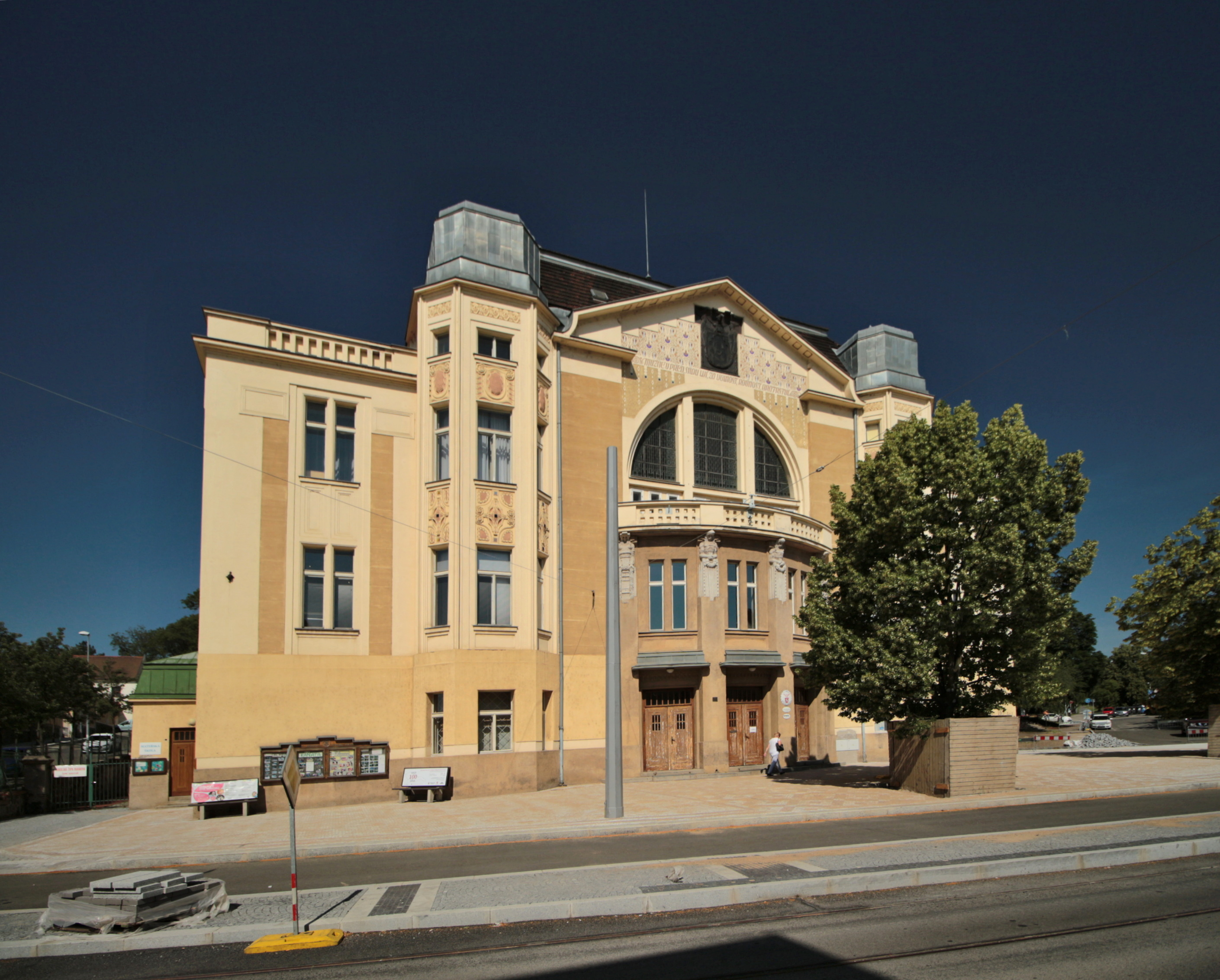
Libeňská sokolovna

### Bílý dům

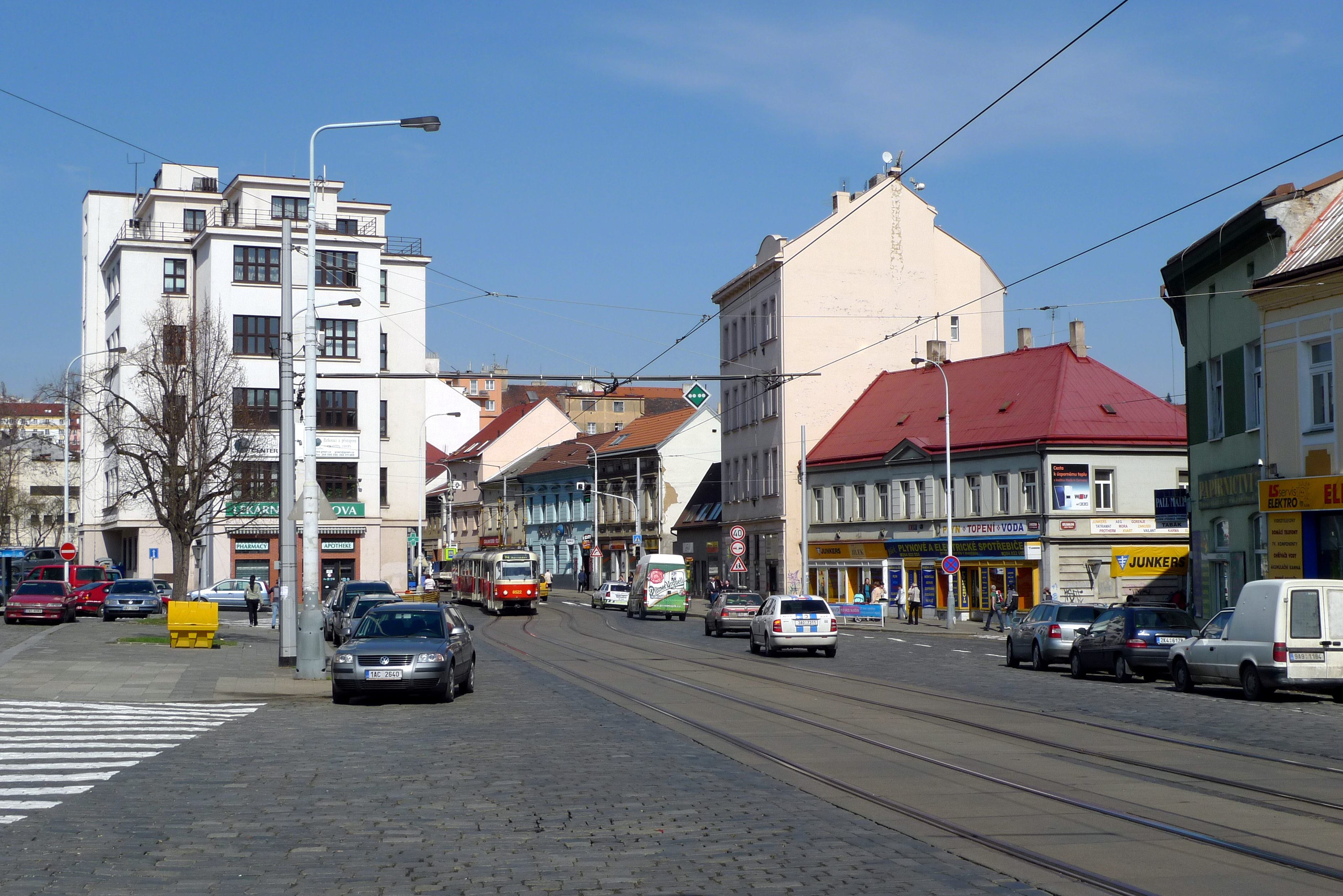
Libeň - Zenklova ulice

Bílý dům byl postaven na konci 80. let 20. století pro účely obvodního výboru Komunistické strany Československa. Ještě před kolaudací proběhla sametová revoluce, díky čemuž se komunisté do domu nenastěhovali.
Po sametové revoluci byl dům několik let využíván základní uměleckou školou. Dnes zde sídlí významná část Úřadu městské části Praha 8

### Palác Svět
Palác Svět byl postaven v letech 1932–1934 stavitelem Františkem Havlenou na místě staré usedlosti. Objednatelem, investorem a prvním majitelem paláce byl realitní podnikatel pan Svět, podle kterého byla stavba pojmenována. Budovu od rodiny Světů získala v průběhu válečného protektorátu Pražská městská pojišťovna, která byla v roce 1947 znárodněna. V roce 1962 byl palác převeden z majetku státu na Obvodní podnik bytového hospodářství (OPBH) v Praze 8. V 90. letech 20. století byl v majetku Ministerstva pro správu národního majetku a jeho privatizaci. Palác Svět je ve vlastnictví firmy Crispino nemovitosti spol. s r.o. (majitel Antonio Crispino).

### Další stavby
- Zámecký pivovar v Libni
- Plynárna Libeň

## Zajímavosti

### Židovská čtvrť – Judenstadt

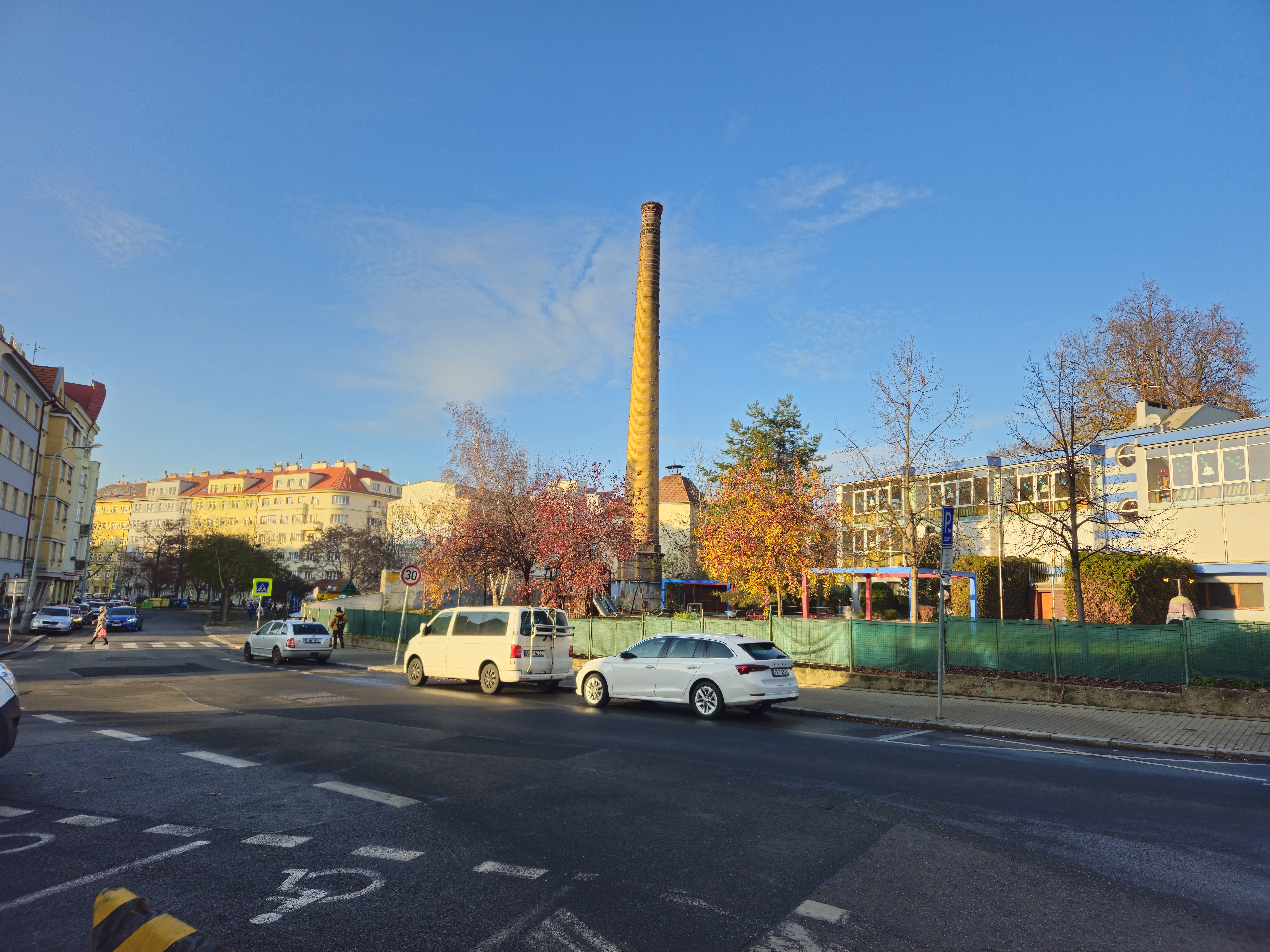
Libeňský komín někdejší továrny Bratří Perutzů je kulturní památkou

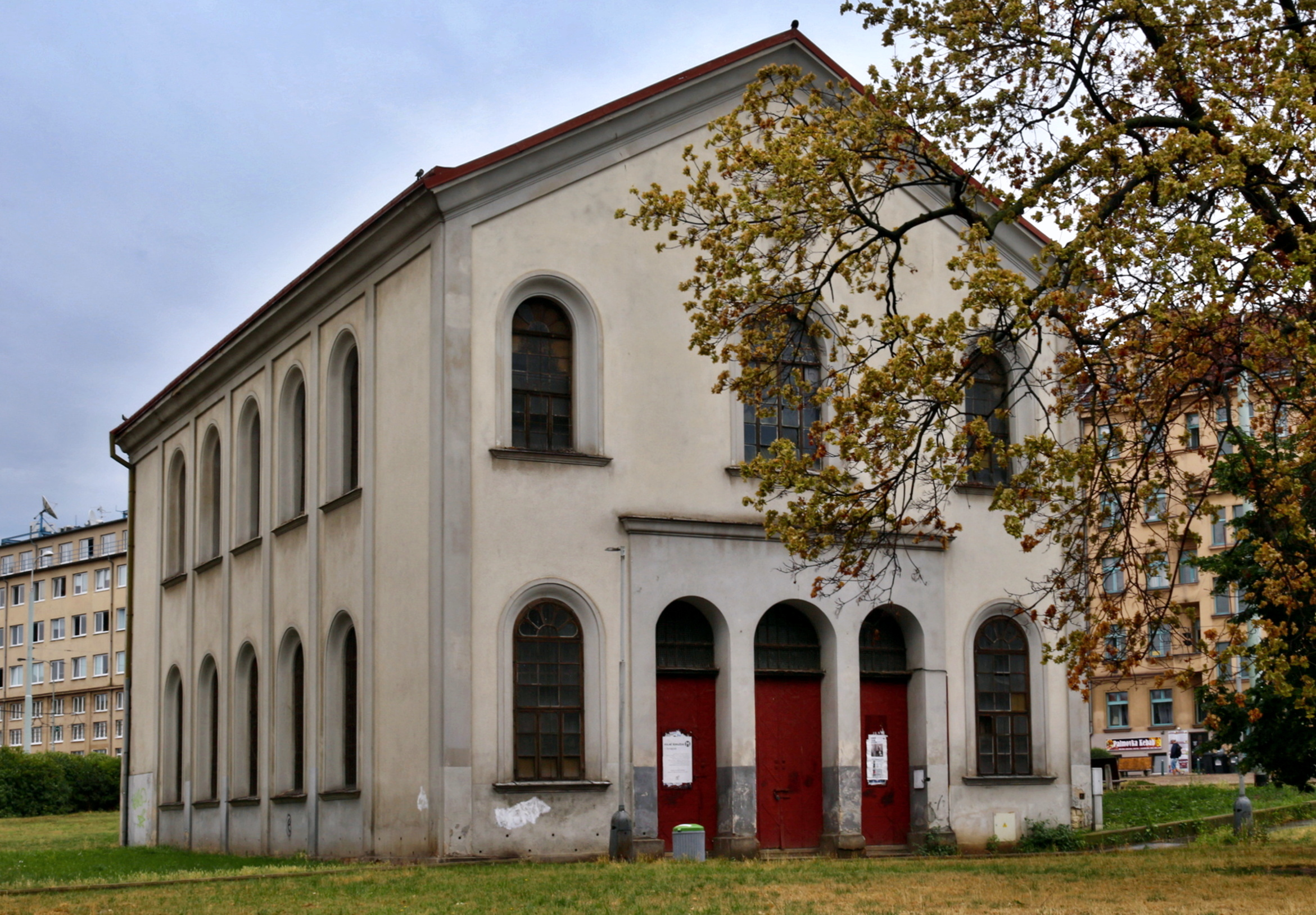
Libeňská synagoga na Palmovce

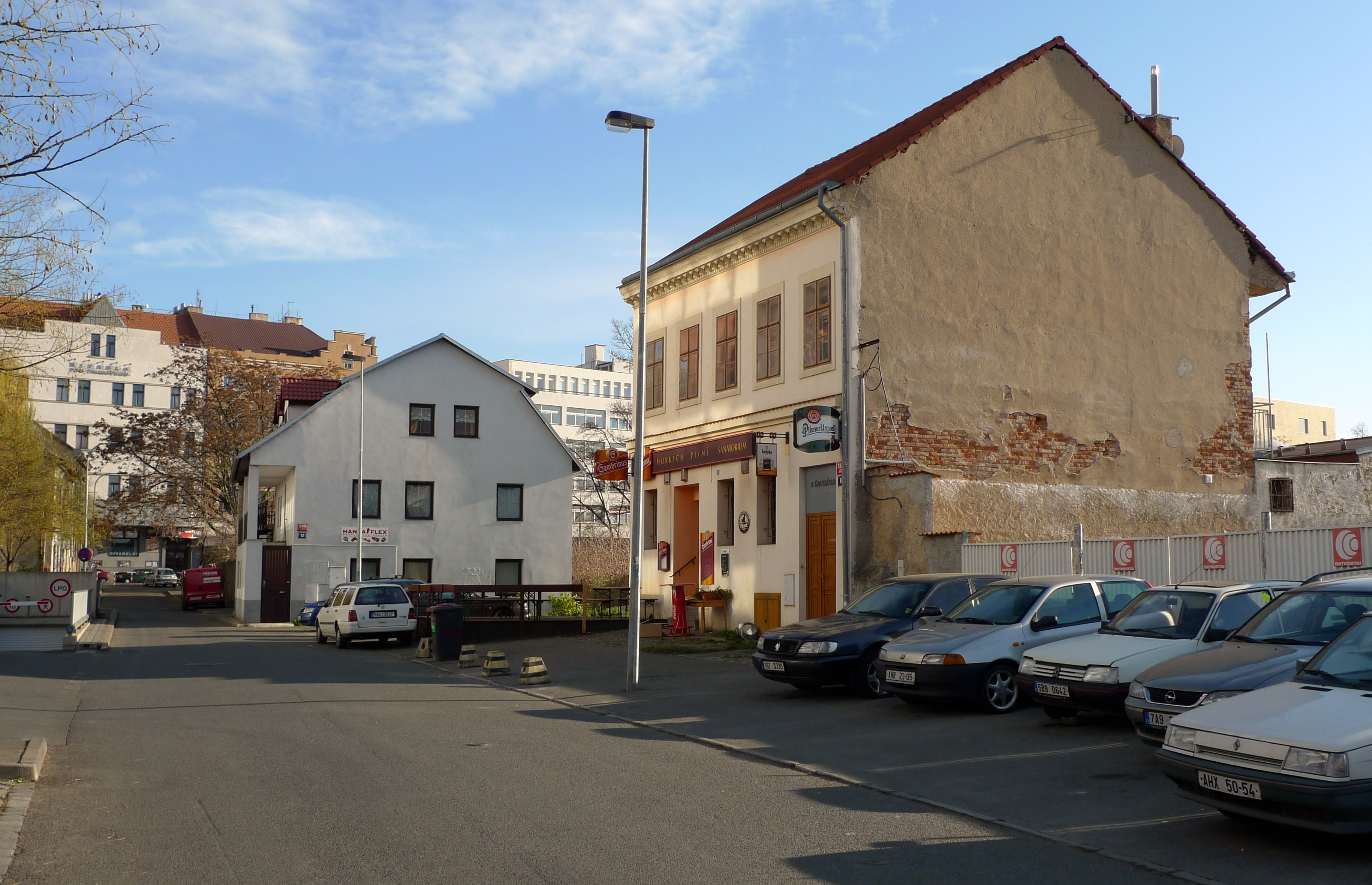
Koželužská ulice – poslední dva domy bývalé židovské čtvrti v Libni

Židovské město zde vzniklo v 16. století a rozprostíralo se v oblasti Dolní Libně (konkrétně v míste od řeky Rokytky až po nynější metro Palmovka). Židovské osídlení v Libni bývalo na území dnešní Prahy druhé nejvýznamnější, hned po Židovském Městě pražském. Židovské mšst „založil“ královský prokurátor Mikuláš Albrecht Bryknar, který se ujal Židů vypovězených z Prahy v letech 1541 a 1557 a dovolil jim usadit se v Libni. Pro jeho stálou existenci bylo důležité rozhodnutí Jana Hartvíka z Nostic, který zdejší židovské obci udělil privilegium vlastní samosprávy a zaručil jí právní ochranu. Impulzem k jeho výraznému rozšíření v polovině 18. století bylo rozhodnutí císařovny Marie Terezie, která svým patentem vykázala Židy z Prahy.
Starý židovský hřbitov se rozprostíral na předpolí současného Libeňského mostu v sousedství nádraží Libeň-Dolní nádraží. Během stavby mostu v letech 1925–1928 byl částečně zasypán, k jeho definitivnímu zániku došlo v polovině 60. let 20. století. Domy proto bývaly pavlačové, se zesílenými stěnami, kdy se schodištěm vstupovalo na pavlač, a bydlelo se až v prvním patře, které velká voda nezasáhla (Rokytka byla místem častých záplav). V přízemí bývala jen skladiště a pomocné prostory. Po zrušení ghetta patřila většina jeho území k administrativně samostatné čtvrti Židovská Libeň (Judenstadt), která se v roce 1880 sloučila s osadou Stará Libeň. Židovské město se nacházelo v samotném srdci Staré Libně, v mírně klesajícím terénu od dnešní Zenklovy třídy kolem Koželužské ulice, která tvořila jeho hlavní osu. Při jejím západním ústí do Voctářovy stávaly také nejcennější historické domy, především blok dvou až třípatrových domů č. p. 578-582. Zhruba uprostřed Koželužské stávala i původní synagoga, údajně z konce 16. století. Z Koželužské vybíhala k severu Chocholouškova a k jihu (k židovskému hřbitovu) Vojenova ulice. Dále ke čtvrti patřily dnes už zaniklé uličky Jirchářská a Kožní a domy na východní straně Voctářovy ulice, stojící původně na břehu vedlejšího vltavského ramene, které ze západu obloukem obtékalo celou čtvrť. Zástavbu tvořily většinou patrové domky, často s barokními mansardovými střechami krytými šindelem, dřevěnými vnějšími schodišti a pavlačemi, z nichž některé pocházely snad ještě ze 17. století.
Početnou komunitu libeňských Židů připomíná nyní jen budova Nové libeňské synagogy, Koželužská ulice (dům č. 12/589 a dva domy naproti divadlu) - dříve tvořila tato ulice náměstí židovského města, Starý židovský hřbitov v Libni (na začátku Libeňského mostu), nám. Dr. Václava Holého a zejména ulice Kotlaska, Na hrázi, Koželužská, Tkalcovská, Vojenova, Světova, Ludmilina a U synagogy.

#### Židovské průmyslové předměstí
Z Libně pocházelo mnoho židovských řemeslníků a židovské rodiny přispěly ke vzniku řady zdejších továren. Několik podniků v židovském městě pokračovalo v tradici jirchářství a koželužství. Největší z nich byla barvírna kůží Libenia Ludwiga Jellinka č. p. 418, která stávala mezi Voctářovou a Vojenovou ulicí (zbořena 2005); součástí podniku byla chemická továrna, která vyráběla např. krémy na boty. Dalším kožedělným podnikem ve Vojenově ulici byla jirchárna S. Schönberger & syn č. p. 112, která se specializovala na výrobu a barvení rukavičkářských kůží, rovněž nedávno zbořená. Na jižním okraji ghetta mezi Voctářovou a Vojenovou ulicí stávala také Strojní přádelna, tkalcovna a barvírna Bratři Perutzové, od svého založení v roce 1875 jeden z největších zdejších podniků. Na sever od ghetta v Povltavské ulici pracovala barvírna a bělidlo na přízi Feitis & Kornfeld.
K libeňským zajímavostem patřila továrna na dýmky Fritsch & Thein, zřízená 1892 ve staré usedlosti Kotlaska č. p. 64; po první světové válce vystřídala luxusní sortiment výroba elektrotechnického porcelánu a elektroinstalačních potřeb. Známým libeňským podnikem byla i továrna na chemické čištění Václava Jelínka č. p. 406 v ulici Na Žertvách, založená roku 1868 jako první svého druhu u nás. V roce 1912 měla Jelínkova prádelna a čistírna v Praze 22 sběren a zaměstnávala 180 lidí. Na Sokolovské třídě bývala továrna na krém Derby Otakara Baumanna, továrna na knoflíky Ederer a továrna na výrobu lučebnin a tukových leštidel Bratři Wurmové. Z dalších židovských podniků v Libni uveďme podniky Otta Katze, Bohumila Hellera, bratří Fuchsů, Karla Weise, S. Kleina, dále firmy Ornstein & Koppel, Sigmund Feigl, Knöpfler & spol., K. A. Wiesner, A. S. Engländer či Rudolf Holič.

#### Významní rodáci z židovské čtvrti
Pedagoga a radikální stoupenec osvícenských reforem Naftali Herz Homberg (1749-1841), krajský rabín Prácheňska se sídlem v Březnici (1840-1858) Markus Pollak, dirigent a zakladatel symfonického orchestru FOK Rudolf Pekárek (1900-1974 Austrálie), spisovatele Arnošt Lustig (1926) či malířka Helga Hoškova-Weissová (1929), českožidovský spisovatel Vojtěch Rakous (1862-1935), který se tu usadil a provozoval obchod s obuví na Primátorské ulici 13, č. p. 252 (a je pohřben na Novém libeňském hřbitově v Ďáblicích). V Libni žil a pracoval rovněž spisovatel Bohumil Hrabal, v jehož díle se objevují některé libeňské židovské motivy z Libně.

#### Nová libeňská synagoga
Základní kámen ke stavbě nové synagogy byl položen 23. listopadu 1846 za přítomnosti arcivévody Štěpána na výše položeném místě (právě kvůli hrozbě častých záplav), již mimo hranice původního ghetta. Stavba trvala dlouhých dvanáct let. Slavnostně vysvěcena byla roku 1858. 
Nová libeňská synagoga na Palmovce je od revoluce využívána členy pražské židovské obce kulturně, společensky i nábožensky. Ovšem pouze sezonně: květem až červen a září až listopad. Libeňská synagoga je dnes nejstarší a nejlépe dochovanou synagogou pražských předměstských čtvrtí.

### Hrabalova Libeň

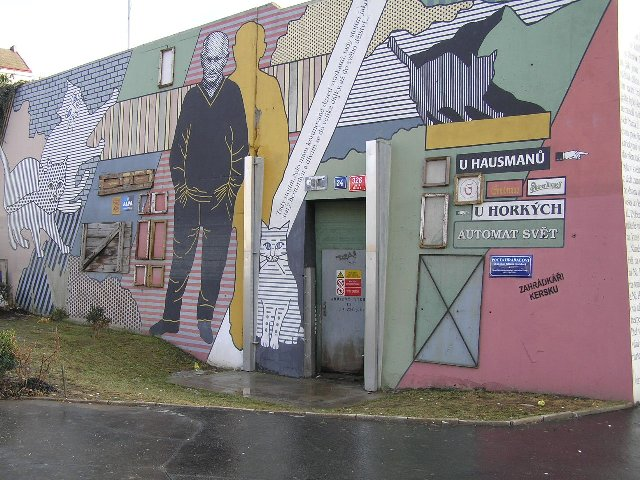
Hrabalova zeď

Spisovatel Bohumil Hrabal prožil nemalou část svého života v pražské Libni (v ulici Na Hrázi 24/326, poeticky nazývané Na Hrázi věčnosti). V Libni se odehrává děj hned několika jeho pábitelských knížek. Konkrétně Svatby v Domě a Něžný barbar. Jednu celou stranu této ulice později nahradila zeď autobusového nádraží. Tato zeď je z menší části pomalována motivy z Hrabalových knížek, a to díky umělkyni Tatianě Svatošové, která s celým projektem přišla a zrealizovala jej. Hlavní dominantou je kromě 5,5 metru vysoké podobizny Bohumila Hrabala i psací stroj značky Perkeo a 16 koček, které Hrabalovi za jeho života dělaly společnost. Hrabalova zeď byla dokončena 15. října 1999. Na zdi jsou dokonce vymalovány i úryvky z Hrabalových děl, především z těch, které se týkají ulice Na Hrázi. Bohumil Hrabal ukončil svůj život skokem z okna nemocnice Na Bulovce. Na počest Bohumila Hrabala bylo veřejné prostranství na libeňské Palmovce pojmenováno jako Náměstí Bohumila Hrabala.

### Automobilka Libeň „Praga“

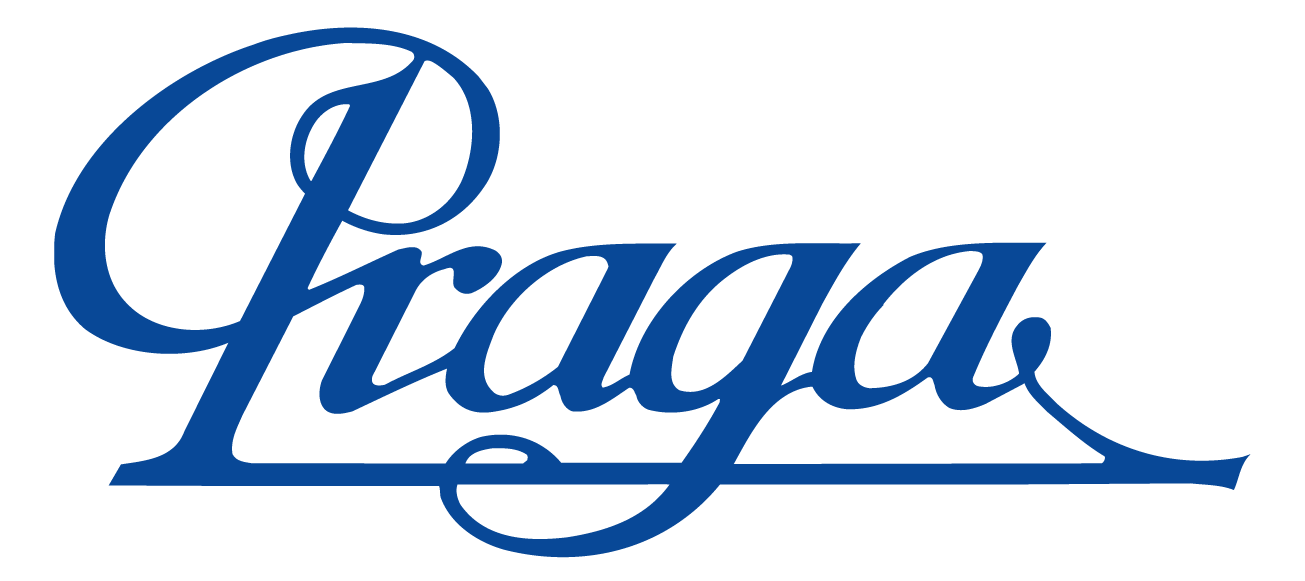
Praga-Logo Blue

Praga je český výrobce automobilů s historií od roku 1907. Automobilka vyráběla osobní a nákladní auta, motocykly, letadla, tanky, traktory, jízdní kola, technické díly do aut, zavedla desítky patentů do světa automobilismu.
Praga proslula produkcí osobních vozů mezi dvěma světovými válkami, kdy byla největším tuzemským výrobcem automobilů. Od 50. let automobilka vyráběla odolný náklaďák V3S a v 90. letech přišla s univerzálním nákladním vozem UV80, který se příliš neujal, stejně jako její terénní motocykly. Nejznámější byla Praga Piccola.
Původní budovy automobilky Praga s železobetonovou konstrukcí postavil architekt Stanislav Bechyně v letech 1917–1918, dvě věže s výtahovými šachtami v rozích budovy byly působivou dominantou pražské Libně a Vysočan. Po skončení výroby pod ČKD chátraly a na podzim roku 2002 podlehly demolici, na pozemcích bývalé největší československé automobilky byla postavena O2 arena, přilehlé administrativní a komerční budovy a bytové domy.

### ČKD a Libeň
ČKD (původně zkratka z Českomoravská-Kolben-Daněk, po znárodnění podniku se zkratka nerozepisovala) byl jeden z významných strojírenských československých podniků vzniklých v druhé polovině 19. století. Dnes se značkou ČKD v názvu působí v Česku několik menších společností.
V roce 1854 založil Čeněk Daněk v Karlíně společnost Daněk a spol. Ta se roku 1872 sloučila se společností Breitfeld & Evans a vznikla tak Akciová společnost strojírny, dříve Breitfeld, Daněk i spol. Do jejího výrobního programu patřilo hlavně vybavení dolů a potravinářského průmyslu.
V roce 1871 byla založena akciová společnost První Českomoravská továrna na stroje v Praze a na ploše přes 10 ha postavila svůj závod v Libni u Prahy. Mezi její velké realizace patřila i Petřínská rozhledna či Průmyslový palác na Pražském výstavišti. Na přelomu století zahájila výrobu kolejových vozidel, v roce 1907 pak spolu se společností Ringhoffer založila výrobce automobilů Praga.
Roku 1896 založil ve Vysočanech inženýr Emil Kolben společnost Kolben a spol. O dva roky později fúzovala se společností Pražská a.s. a vznikla tak Elektrotechnická a.s. Od roku 1901 vyráběla kompletní vybavení pro vodní elektrárny.
Roku 1921 se První Českomoravská továrna na stroje v Praze sloučila s Elektrotechnickou a.s. a vznikla tak Českomoravská – Kolben. Ta se v roce 1927 spojila s Akciovou společností Strojírny, dříve Breitfeld, Daněk a spol. a vznikla Českomoravská–Kolben–Daněk (ČKD), největší strojírna v tehdejším Československu. V čele podniku stál Emil Kolben, a to až do roku 1939, dne 6. června 1943 byl zatčen nacisty.
V areálu původní Kolbenky je cca 50 budov.

### Železniční nádraží Praha-Libeň

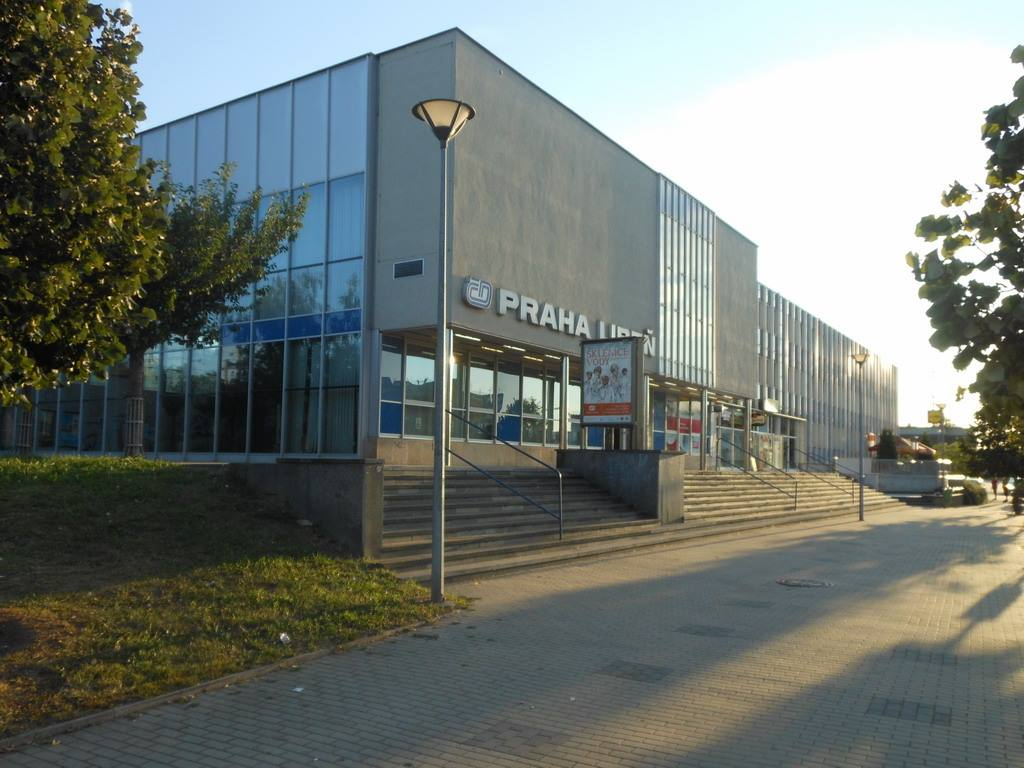
Praha-Libeň nádražní budova

Železniční stanice Praha-Libeň vznikla v roce 1877 na dráze Olomouc – Praha, která procházela tímto místem již v roce 1845. Nyní je však železniční stanice Praha-Libeň umístěné na v městské části Praha 9 v katastrálních územích Libeň a Vysočany. Staniční budova stojí v k. ú. Vysočany na adrese Českomoravská 316/24. Důvodem je, že nádraží v katastru Libně bylo původní Libeň horní nádraží, ze kterého zůstalo pouze torzo (přízemí) původní staniční budovy (je zachováno) a nová budovy byla vystavena už v území Vysočan. 
Na území katastru Libně se nachází Praha-Libeň dolní nádraží, které se nyní nevyužívá. Stanice je součástí pražského železničního uzlu, leží na železniční trati číslo 010 Praha – Český Brod – Kolín – Česká Třebová a jsou do ní zaústěny další spojovací trati. Zastavují zde osobní vlaky všech kategorií a v nákladní přepravě patří mezi nejvýznamnější stanice v Česku.

#### Historická jména
- 1877–1913 Libeň
- 1913–1923 Libeň státní nádraží
- 1923]–1941 Libeň horní nádraží
- 1941–1985 Praha-Libeň horní nádraží
- od roku 1985 Praha-Libeň

## Doprava
Doprava je v rámci městské dopravy integrována do DPP.
V Libni se nachází doprava: 
- Metro
- Tramvajová
- Autobusová
- Trolejbusová
- Přívoz
- Vodní
- Vlaková
- Silniční
- Cyklostezky okolo Vltavy

Libeň byla už roku 1896 spojena s Florencí tratí elektrické tramvaje. Z trati Florenc-Balabenka na Palmovce odbočovala trať na Libušák (zastávka tramvaje U Kříže). Trať i s vozovnou a vlastní elektrárnou na Švábkách nechal postavit český vynálezce František Křižík. Libeňská Palmovka je jedním z důležitých dopravních uzlů Prahy. Kříží se zde deset tramvajových linek. Nalézá se zde autobusové nádraží, zastávky tramvají i stanice metra.
Od roku 1875 do roku 1972 vedla přes dnešní křižovatku Palmovka také odbočka Rakouské severozápadní dráhy na nádraží Praha-Těšnov, která byla zrušena kvůli výstavbě severojižní magistrály. Poblíž přejezdu u Palmovky bývalo nádraží Praha-Libeň dolní nádraží. Železniční nádraží Praha-Libeň (dříve Praha-Libeň horní nádraží) má po velké přestavbě staniční budovu až na území Vysočan (Praha 9). Nádraží se nachází na rozhraní Libně a Vysočan; na samotném území Libně z 20%, zbylých 80% je na území Vysočan, jedná se převážně o hlavní budovu a nástupiště.
Na rozhraní Libně a Karlína byl v roce 1990 postaven tramvajový most z Palmovky na žižkovský Krejcárek a Ohradu. V roce 2005 byla v souvislosti s výstavbou železničního tzv. Nového spojení  souběžně s tramvajovým mostem postavena otevřená silniční estakáda, jež nahradila nevyhovující silnici několikrát křížící železniční trať.
Na rozhraní Libně a Holešovic se nachází Libeňský most. Spojující levobřežní čtvrť Holešovice s pravobřežní Libeň, přes řeku Vltavu. Most tvoří důležité tramvajové, automobilové a pěší spojení s centrem Prahy.

## Osobnosti
- Ernestine Schumann-Heink (15. června 1861 – 17. listopadu 1936) – operní pěvkyně, kontraalt
- Vojtěch Rakous (8. prosince 1862 – 8. srpna 1935) – spisovatel
- František Homolka (23. 5. 1885 – 1. 9. 1933) – učitel, spisovatel, etnolog se zaměřením na lidové písně[13][14]
- Karel Hlaváček (29. srpna 1874 – 15. června 1898) – básník, výtvarník
- Bohumil Hrabal (28. března 1914 – 3. února 1997) – spisovatel
- Josef Zumr (19. března 1928) – filosof, historik, literární vědec, překladatel
- Stanislav Vávra (7. dubna 1933 – 11. října 2020) – básník, spisovatel[15]
- Rodina Novákova (otec Václav, matka Marie, dcery Miroslava, Anna, Jindřiška, syn Václav – odbojáři, popraveni nacisty za heydrichiády)

## Stavby

### Kulturní památky
- Betonový most přes Rokytku
- Grabova vila
- Kostel svatého Vojtěcha
- Libeňská vodárenská věž
- Libeňský most
- Libeňský plynojem
- Libeňský zámeček
- Löwitův mlýn
- Libeňská synagoga
- O2 arena
- Palác Svět
- Libeňská sokolovna
- Mlýn v Podviní

### Parky v Libni
- Park Podviní
- Thomayerovy sady
- Park Pod Korábem (park Košinka)
- psí louka Libeň
- Bílá skála
- Park Pod Plynojemem

### Objekty
- Nemocnice Na Bulovce
- Památník Operace Anthropoid
- Sídla společností Metrostav a Subterra v Koželužské ulici

### Libeňské (viniční) usedlosti
- Balabenka (stará usedlost)
- Balabenka (nová usedlost)
- Císařecká
- Flajšnerka
- Hercovka
- Kolčavka
- Košinka
- Mazanka
- Palmovka
- Rokoska
- Stírka
- Šilboch
- Truhlářka
- Vlachovka

### Zaniklé stavby
- Schoellerův vodovod mezi Libní a Čakovicemi

### Veřejná prostranství v Libni
- Horovo náměstí
- Náměstí Bohumila Hrabala (na Palmovce)
- Balabenka
- Náměstí Dr. Václava Holého
- Elsnicovo náměstí
- Kašparovo náměstí
- Korábské schody

### Ulice
- Sokolovská
- V Holešovičkách
- Zenklova

## Fotografie Libně

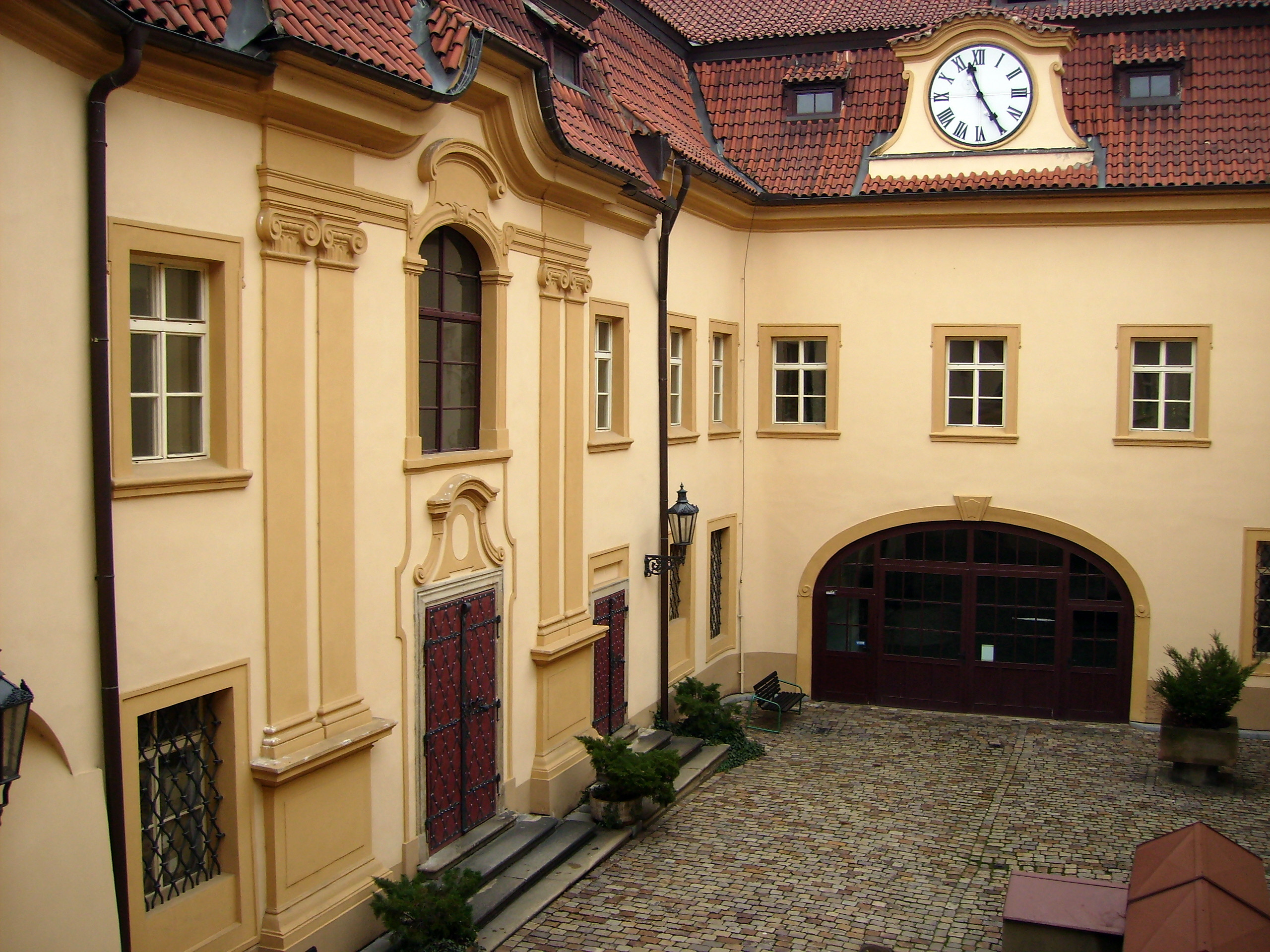
Nádvoří Libeňského zámečku s kaplí
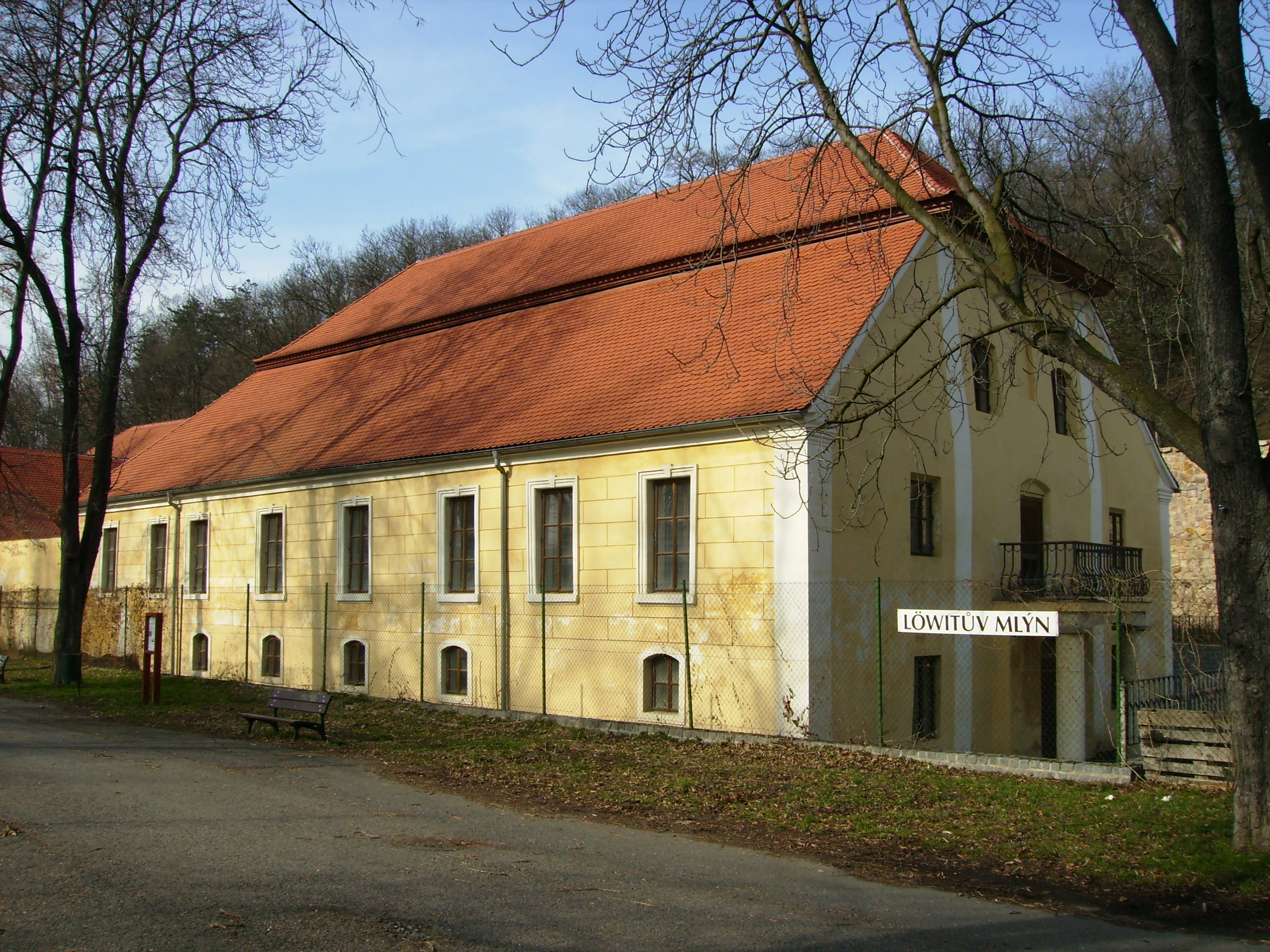
Löwitův mlýn v Thomayerových sadech v Libni
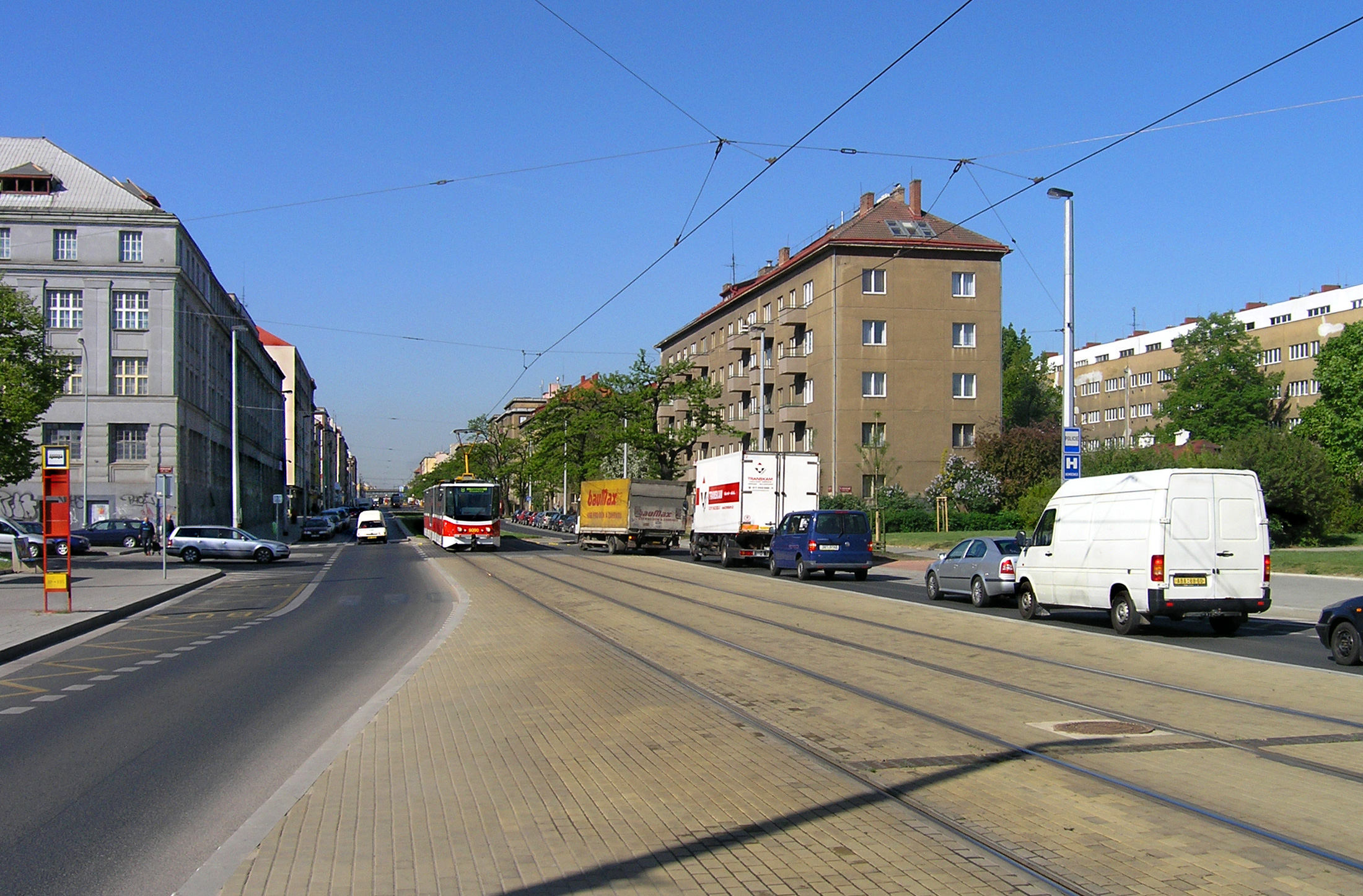
Sokolovská ulice v Praze 9 u Vysočanské polikliniky
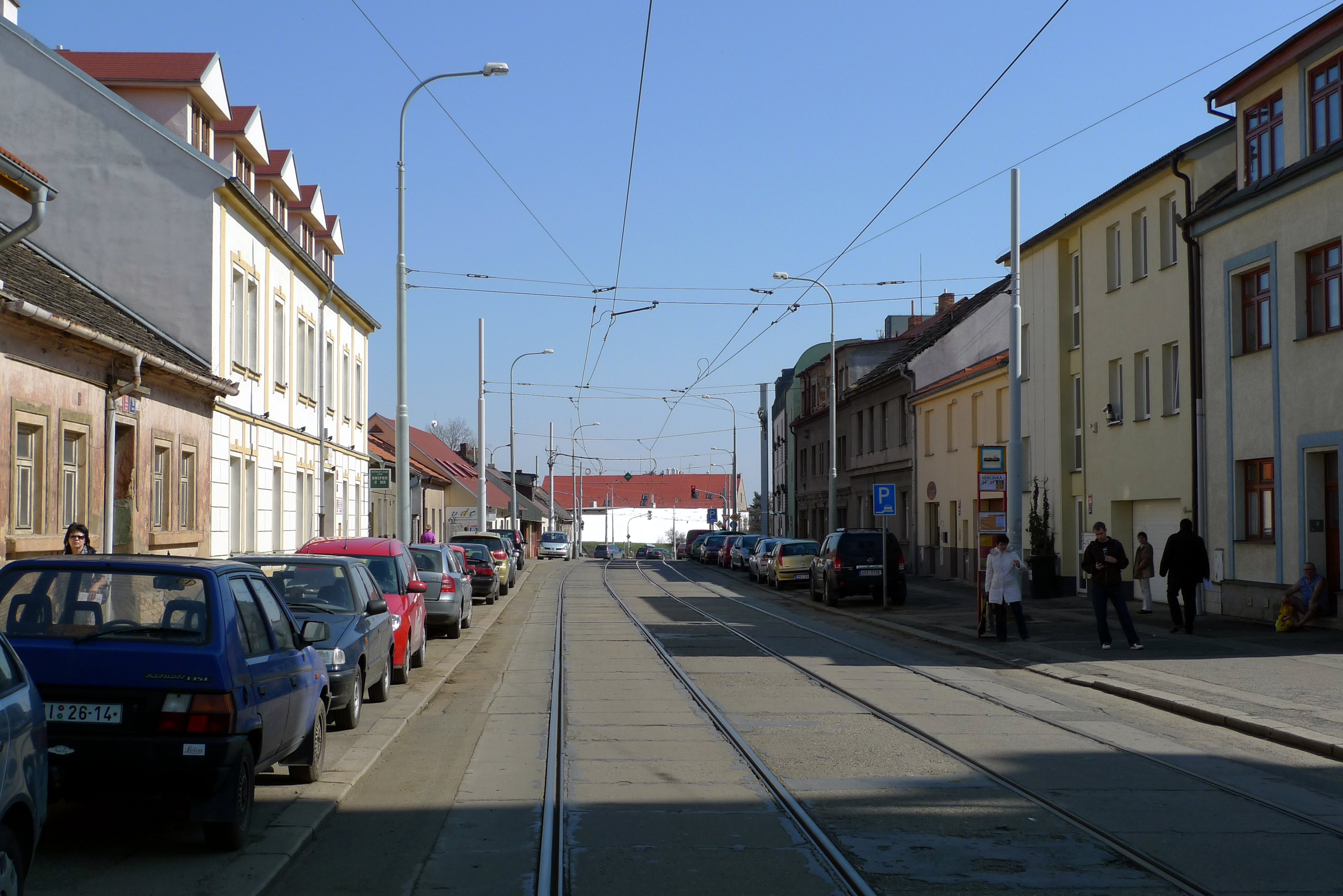
Severní hranice Libně - levá strana ulice už patří do k. ú. Kobylisy
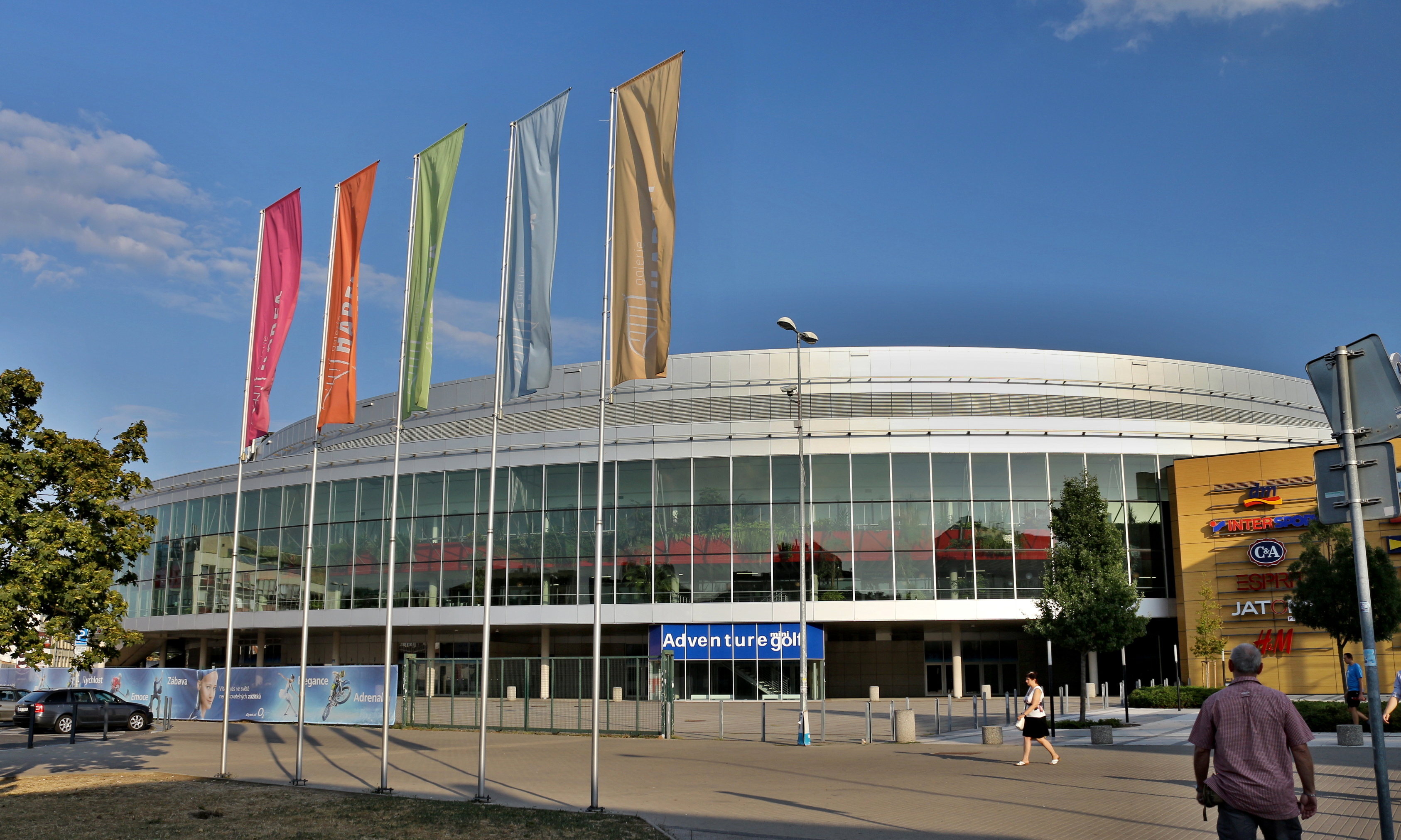
O2 arena v Libni v Praze 9
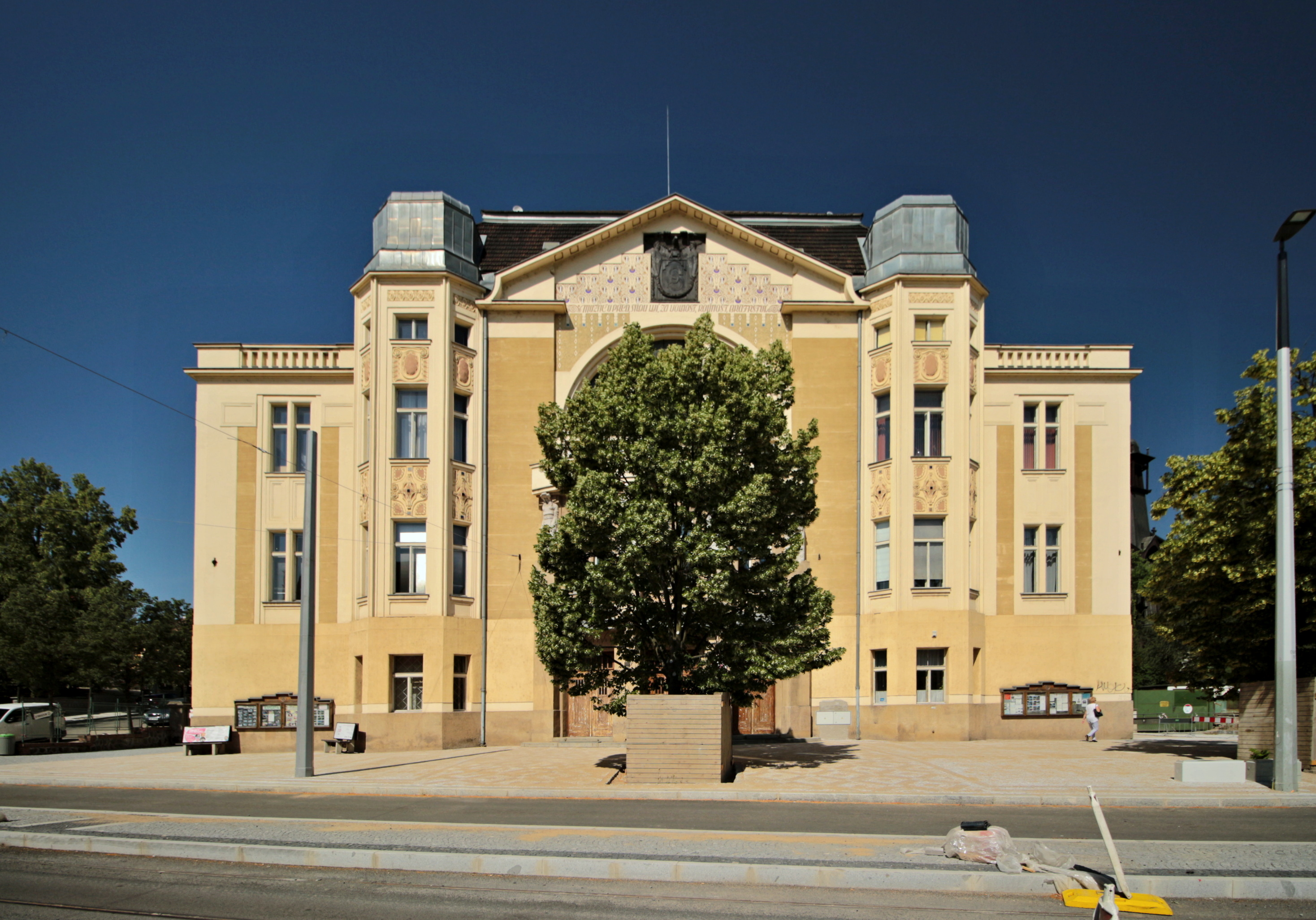
Secesní budova Libeňské sokolovny